# قائمة الجوائز والميداليات
فيما يلي قوائم بأشهر الجوائز والميداليات والأوسمة بمختلف أشكالها، بما في ذلك، الشارات والزهريات والكؤوس والنياشين والتذكارات.

## الأعمال والإدارة
- Asia Pacific Entrepreneurship Awards
- Commerce Award (Chamber of Commerce of Toledo, Spain)
- جائزة ديمنج
- E-Commerce Awards  [لغات أخرى]‏
- E. H. Harriman Award
- Enterprise Initiative Award (Chamber of Commerce of Toledo, Spain)
- European Business Awards
- European IST Grand Prize
- Excellence Award in Corporate Philanthropy
- Exportation Award (Chamber of Commerce of Toledo, Spain)
- Henry Laurence Gantt Medal
- Industry Award (غرفة تجارة توليدو، إسبانيا)
- Innovation Award (غرفة تجارة توليدو، إسبانيا)
- Jake Award
- Japan Quality Medal
- Malcolm Baldrige National Quality Award
- Nikkei QC Literature Prize
- Qimpro Benchmark Competition – For excellence in business excellence
- Railroader of the Year
- Regional Railroad of the Year
- Ron Brown Award
- Shingo Prize.
- Short Line Railroad of the Year
- The Stevie- American Business Awards
- Train Operator of the Year
- Woodrow Wilson Award for Corporate Citizenship  [لغات أخرى]‏ (Wilson Center of the Smithsonian Institution)

## الترفيه
- ATOM Award – تمنح للأفلام والإنتاج التلفزيوني والوسائط المتعددة الرقمية في (أستراليا ونيوزيلندا)
- جائزة بامبي – تمنح للإنتاج التلفزيوني والإعلامي (هوبرت بوردا ميديا  [لغات أخرى]‏, ألمانيا)
- جائزة جاكوب  [لغات أخرى]‏ – تمنح للإسهامات المتميزة في مجال الإذاعة والتلفزيون في إيرلندا
- جوائز إيميج السينمائية – تمنح للأعمال المتميزة التي يقدمها الأمريكيون الأفارقة في مجال الأفلام والتلفزيون والموسيقى والأدب (الجمعية الوطنية للنهوض بالملونين)
- جوائز بيبول تشويس – الأفلام والتلفزيون والموسيقى (الولايات المتحدة)
- Seiyu Awards – للدبلجة الصوتية في أفلام الأنمي ووسائل الإعلام الأخرى (اليابان)

### الإعلان
- AVA International Awards
- Atlanta International Film Festival
- B2B Marketing Awards
- مهرجان كان ليونز الدولي للإبداع
- Caples Direct Marketing Awards
- جوائز كليو
- جائزة أفضل مصور غذاء
- D&AD Awards  [لغات أخرى]‏
- جائزة إيفي
- Hermes Creative Awards
- International Broadcasting Awards, The Hollywood Radio & TV Society
- London International Awards
- Marcom International Awards
- New York International Film Festival
- POPAI International Awards
- Summit International Media Awards
- The Stevie- American Business Awards
- International ANDY Awards  [لغات أخرى]‏
- Telly International Awards
- Virginia Film Festivals of American Film
- Washington Film Festival
- WorldFest-Houston International Film Festival

### الجمال
- ملكة جمال أوروبا
- ملكة جمال الكون
- ملكة جمال العالم
- ملك جمال الكون  [لغات أخرى]‏
- مسابقات الجمال الوطنية:
  - ملكة جمال أمريكا
  - ملكة جمال النمسا
  - ملكة جمال بلجيكا
  - ملكة جمال كندا الدولية
  - ملكة جمال كولومبيا
  - ملكة جمال انكلترا
  - ملكة جمال فنلندا
  - ملكة جمال ألمانيا
  - ملكة جمال هونغ كونغ
  - ملكة جمال أيسلندا
  - ملكة جمال الهند
  - ملكة جمال إيرلندا
  - ملكة جمال إسرائيل
  - ملكة جمال لبنان
  - ملكة جمال ليتوانيا
  - ملكة جمال إيرلندا الشمالية
  - ملكة جمال النرويج
  - ملكة جمال أسكتلندا
  - ملكة جمال صربيا
  - ملكة جمال الولايات المتحدة
  - ملكة جمال فنزويلا
  - ملكة جمال ويلز

### الكتب الهزلية
- جوائز ادامسون
- Alley Award
- جائزة بيل فينغر  [لغات أخرى]‏
- Canadian Cartoonist Hall of Fame
- Doug Wright Awards
- Eagle Awards  [لغات أخرى]‏
- جائزة إيسنر
- جائزة هارفي (قصص مصورة)s
- جائزة هاكستور  [لغات أخرى]‏s
- Ignatz Awards
- جائزة جو شوستر  [لغات أخرى]‏s
- Kirby Awards
- جائزة كودانشا للمانغاs
- Lulu Awards  [لغات أخرى]‏
- جائزة ماكس وموريتز[الإنجليزية]s
- National Comics Awards (United Kingdom)
- Prix de la critique
- جائزة سان ميشيل[الإنجليزية]
- Russ Manning Award
- Shazam Awards  [لغات أخرى]‏
- Squiddy Awards
- جائزة أوسامو تيزوكا الثقافية
- Urhunden Prizes
- Wizard Fan Awards
- Xeric Foundation grants  [لغات أخرى]‏ – Financial grants for self-publishing comic book creators (Xeric Foundation)

### الكمبيوتر والإنترنت
- Prix Ars Electronica (Ars Electronica, النمسا)
- Golden iPod Award
- جائزة شورتي – To the top short-form content creators on the micro-blogging website Twitter
- جوائز ويبي (International Academy of Digital Arts and Sciences)
- New Statesman New Media Awards (United Kingdom)

### الرقص
- Carl Alan Awards (International Dance Teachers Association)
- National Dance Awards (The Critics' Circle)
- جائزة تتويج الملكة إليزابيث الثانية  [لغات أخرى]‏ (Royal Academy of Dance)

### الأفلام

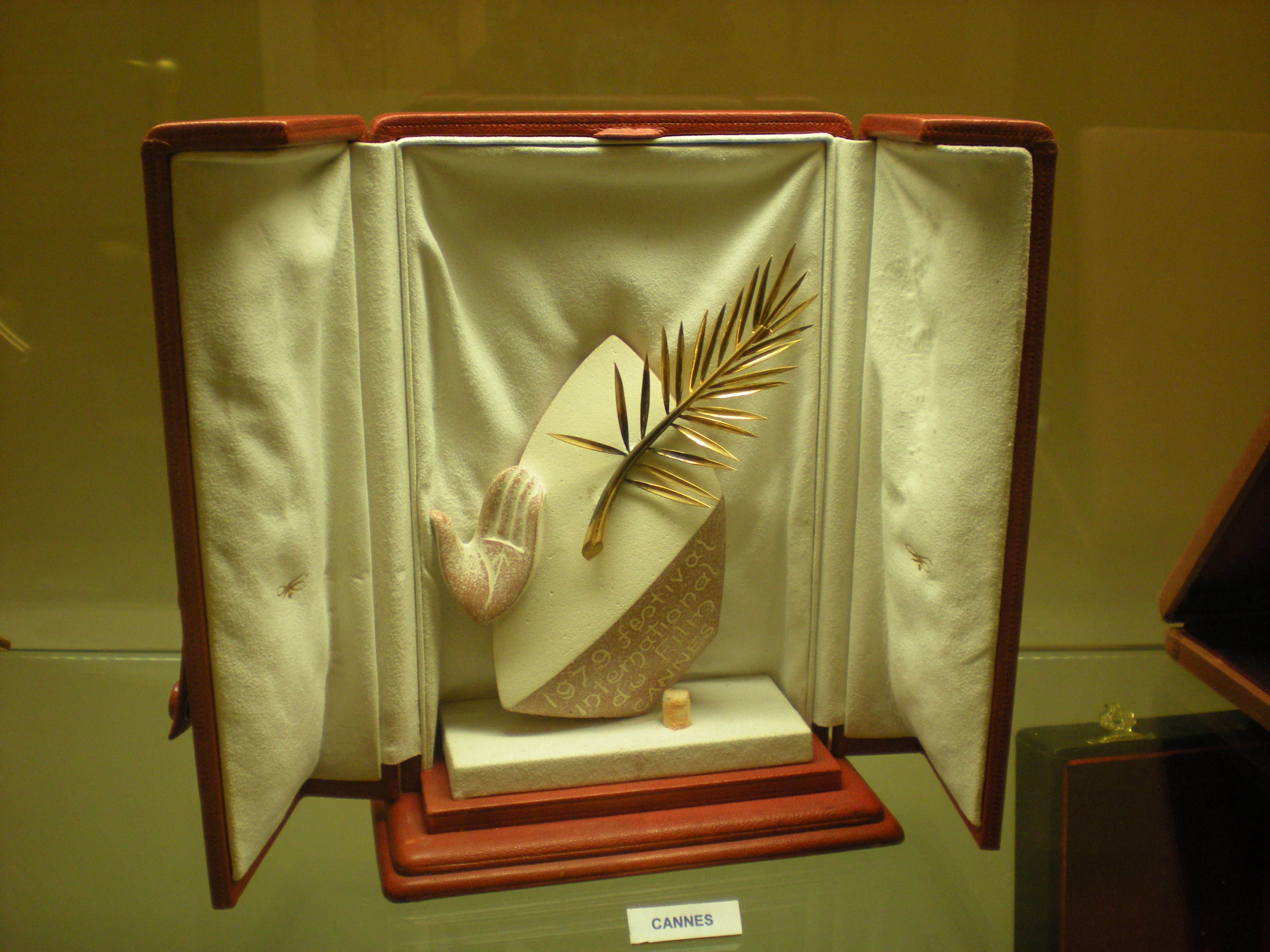
السعفة الذهبية.

- جائزة الأوسكار المعروفة أيضا باسم (أكاديمية فنون وعلوم الصور المتحركة).
- جائزة أماندا (مهرجان الفيلم النرويجي الدولي)
- جوائز الأكاديمية الأسترالية للفنون السينمائية والتلفازية[الإنجليزية] (استرالياn Academy of Cinema and Television Arts)
- Atlanta International Film Festival
- جوائز الأكاديمية البريطانية للأفلام (الأكاديمية البريطانية لفنون الفيلم والتلفزيون)
- مهرجان كان ليونز الدولي للإبداع
- جائزة سيزار (فرنسا)
- Crystal Globe (مهرجان كارلوفي فاري السينمائي الدولي، جمهورية التشيك)
- كريستال سيمرغ (مهرجان الفجر السينمائي الدولي، Iran)
- كريتش ليون  [لغات أخرى]‏ (Český Lev, جمهورية التشيك)
- ديفيد دي دوناتيلو
- قائمة الفائزين بجوائز المهرجان الأفريقي للسينما والتلفزيون (المهرجان الأفريقي للسينما والتلفزيون، بوركينا فاسو)
- جوائز الأفلام الأوروبية (أكاديمية السينما الأوروبية  [لغات أخرى]‏)
- Filipino Academy of Movie Arts and Sciences Awards
- جوائز فيلمفير (الهند)
- جوائز جينيs (الأكاديمية الكندية للسينما والتلفزيون)
- GLAAD Media Awards (جلاد (منظمة غير حكومية))
- الدب الذهبي (مهرجان برلين السينمائي، ألمانيا)
- Golden Boll  [لغات أخرى]‏ (International Adana Golden Boll Film Festival, تركيا)
- غولدن غلوب (رابطة هوليوود للصحافة الأجنبية)
- مهرجان وجوائز الحصان الذهبي السينمائي (مهرجان وجوائز الحصان الذهبي السينمائي، Taiwan)
- النمر الذهبي (Locarno International Film Festival, سويسرا)
- جائزة الأسد الذهبي (مهرجان البندقية السينمائي، إيطاليا)
- مهرجان البرتقالة الذهبية أنطاليا للأفلام العالمية (مهرجان البرتقالة الذهبية أنطاليا للأفلام العالمية، تركيا)
- جوائز جويا (إسبانيا)
- جائزة الخنفساء الذهبية (السويد)
- ممر الشهرة في هوليوود
- جائزة هيومانيتاس  [لغات أخرى]‏
- جوائز الروح المستقلة
- جوائز الأكاديمية الدولية للفيلم الهندي (الهند)
- Lola Awards[الإنجليزية] (German Film Academy[الإنجليزية])
- Luna Awards  [لغات أخرى]‏ (Film Academy of the Philippines)
- جوائز الفيلم الوطني (الهند)
- New York International Film Festival
- السعفة الذهبية (مهرجان كان السينمائي، فرنسا)
- جوائز نقابة ممثلي الشاشة (نقابة ممثلي الشاشة)
- جوائز الشاشة (الهند) (الهند)
- SIGNY awards – To the best performers, artists, photographers and riggers, writers and models in the field of bondage erotica
- Spencer Tracy Award (جامعة كاليفورنيا، لوس أنجلوس Campus Events Commission)
- Virginia Film Festivals of American Film
- Washington Film Festival
- WorldFest-Houston International Film Festival
- جائزة اكس روكو – To people working in adult entertainment (X-Rated Critics Organization)
- جائزة الفنان الصغير (Young Artist Foundation)

### الغذاء والمشروبات
- Superior Taste Award by the International Taste and Food Institute
- جائزة أفضل مصور غذاء

### الهزل
- British Comedy Awards
- Canadian Comedy Awards
- Commie Awards
- Edinburgh Comedy Awards (Edinburgh Festival Fringe, United Kingdom)
- Gat Perich International Humor Prizes[الإنجليزية] (Spain)
- جائزة مارك توين عن فئة الفكاهة الأمريكية  [لغات أخرى]‏ (John F. Kennedy Center for the Performing Arts)
- Premio Quevedos – For graphical humor (Spain)
- Stephen Leacock Memorial Medal for Humour a $15,000 prize, awarded for the best in Canadian humour writing.

### السحر والخدع
- Merlin Award

### الموسيقى
- Akil Koci Prize
- American Academy of Arts and Letters Gold Medal in Music  [لغات أخرى]‏
- الجمعية الأمريكية للملحنين والمؤلفين والناشرين (الجمعية الأمريكية للملحنين والمؤلفين والناشرين)
- جوائز أريا الموسيقية (استرالياn Recording Industry Association)
- Awit Awards (Philippine Association of the Record Industry)
- الأكاديمية البريطانية لفنون الفيلم والتلفزيون (الأكاديمية البريطانية لفنون الفيلم والتلفزيون)
- British Composer Awards – For excellence in classical and jazz music
- جوائز بي إي تي (بي إي تي، الولايات المتحدة)
- جوائز بريت (صناعة التسجيلات البريطانية)
- Comet (فيفا للإعلام، ألمانيا)
- Classic Rock Roll of Honour Awards – An annual awards program bestowed by Classic Rock  [لغات أخرى]‏
- Country Music Awards of استراليا (Country Music Association of استراليا)
- Distinguished Service to Music Medal (Kappa Kappa Psi) – For exceptional service to American bands and band music
- جائزة إيكو (German Phonographic Academy)
- Ernst von Siemens Music Prize
- ميدالية جورج بيبودي (معهد بيبودي  [لغات أخرى]‏)
- Gold Badge Awards – For outstanding contributions to the music and the entertainment industry of the United Kingdom
- Golden Melody Awards (تايوان)
- جوائز الغرامي (الأكاديمية الوطنية لتسجيل الفنون والعلوم)
- Grand Prix du Disque (فرنسا)
- Grawemeyer Award for Music Composition[الإنجليزية]
- Independent Music Awards (Music Resource Group)
- Instrumental Rock Guitar Hall Of Fame
- Ivor Novello Awards (British Academy of Songwriters, Composers and Authors)
- جوائز جونو (Canadian Academy of Recording Arts and Sciences)
- جائزة غرامي اللاتينية (Latin Academy of Recording Arts & Sciences)
- جائزة ليوني سونينج للموسيقى  [لغات أخرى]‏ (Léonie Sonning Music Foundation)[1]
- Los Premios MTV Latinoamérica – Previously known as MTV Video Music Awards Latinoamérica (إم تي في)
- MTV Africa Music Awards (إم تي في)
- MTV Asia Awards (إم تي في)
- MTV استراليا Awards (إم تي في)
- جوائز الموسيقى الأوروبية MTV (إم تي في)
- جوائز الاغاني المصورة MTV (إم تي في)
- Music Journalist Awards (International Federation of Music Journalists)[2]
- Otaka Prize – An annual composition prize for Japanese composers
- جائزة بولار للموسيقى
- جائزة بريميم إمبريال[الإنجليزية]
- Preis der deutschen Schallplattenkritik – For achievement in recorded music
- جائزة روما
- جائزة بوليتزر عن فئة الموسيقى
- Rolf Schock Prize in Musical Arts  [لغات أخرى]‏
- مهرجان سانريمو الموسيقي (إيطاليا)
- Sibelius Prize  [لغات أخرى]‏
- Suntory Music Award (Japan)

### الإذاعة
- NAB Marconi Radio Awards (National Association of Broadcasters)
- جوائز أكاديمية الراديو (Radio Academy)

### المسرح
- Back Stage Garland Awards – For excellence in Southern California theatre (Back Stage)
- Drama Desk Awards
- جائزة الرابطة الدرامية  [لغات أخرى]‏s
- Drama-Logue Awards
- جائزة أوجين أونيل  [لغات أخرى]‏ (السويد)
- Evening Standard Awards (ايفينينغ ستاندرد)
- LA Weekly Theater Awards (LA Weekly)
- جائزة لورنس أوليفيهs (The Society of London Theatre)
- Leonard Statuette (Norwegian Comedy Writers' Association)
- جائزة دائرة نقاد الدراما في لوس أنجلوس[الإنجليزية] (Los Angeles Drama Critics Circle)
- Lucille Lortel Awards
- National Dance Awards (The Critics' Circle)
- New York Drama Critics' Circle awards  [لغات أخرى]‏ (New York Drama Critics' Circle)
- جائزة أوبي[الإنجليزية]s (ذا فيليج فويس)
- Outer Critics Circle Awards
- Ovation Awards
- جائزة بوليتزر عن فئة الدراما
- جائزة سارة سيدونس  [لغات أخرى]‏ – For an outstanding performance in a Chicago theatre production (جائزة سارة سيدونس  [لغات أخرى]‏)
- جائزة المسرح العالمي
- جائزة توني (American Theatre Wing and رابطة برودواي[الإنجليزية])

### التلفزيون

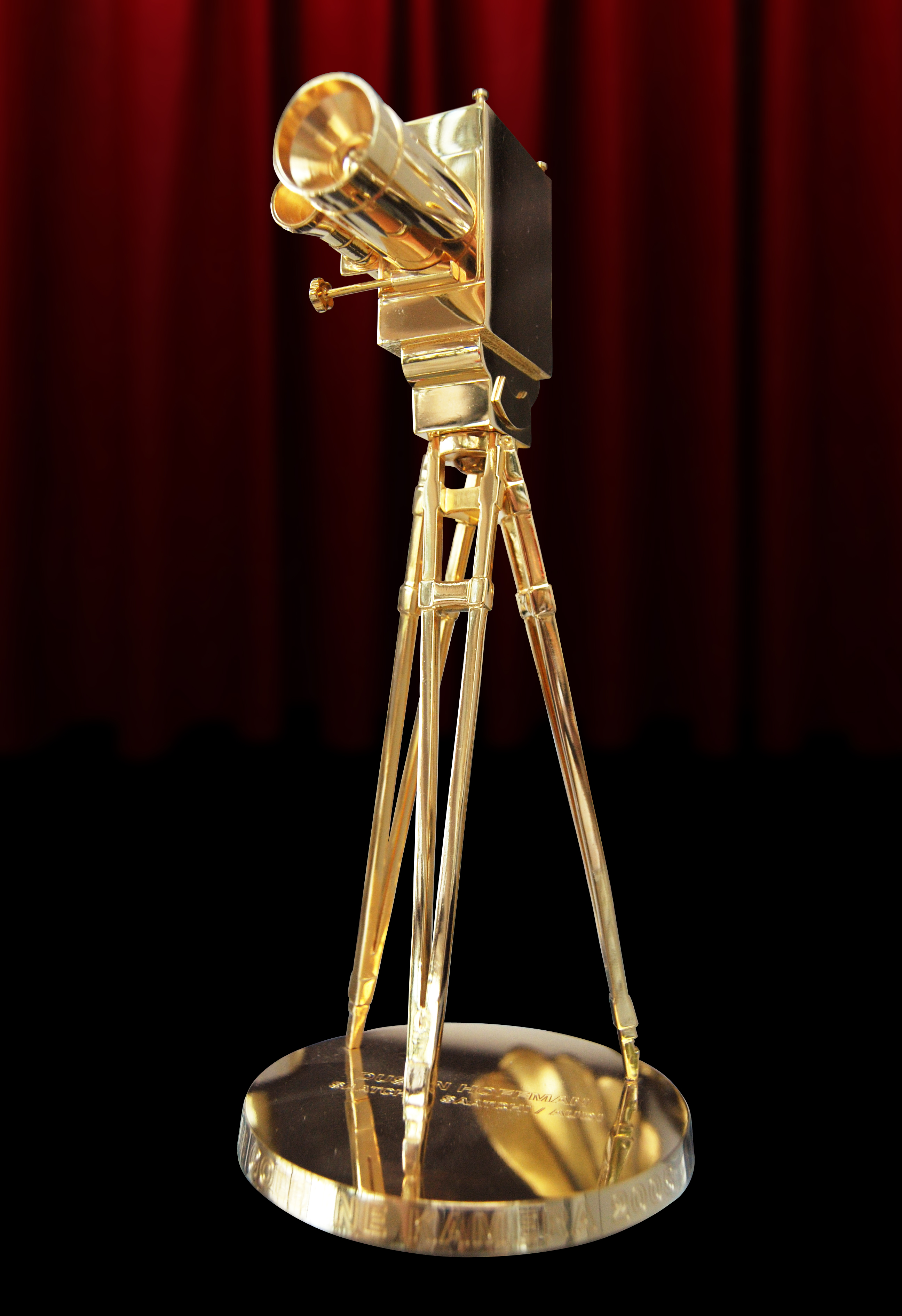
الكاميرا الذهبية

- جوائز الأكاديمية البريطانية للتلفزيون  [لغات أخرى]‏
- Deutscher Fernsehpreis (ألمانيا)
- Edward R. Murrow Award  [لغات أخرى]‏ – For commitment to excellence that exemplifies the career of Edward R. Murrow (Edward R. Murrow College of Communication of Washington State University)
- Edward R. Murrow Award  [لغات أخرى]‏ – For the best TV interpretation or documentary on international affairs (Overseas Press Club)
- Edward R. Murrow Awards  [لغات أخرى]‏ – For outstanding achievements in electronic journalism (Radio Television Digital News Association)
- جائزة إيمي
- FIPA awards  [لغات أخرى]‏ (Festival International de Programmes Audiovisuels)
- جائزة غيميني (الأكاديمية الكندية للسينما والتلفزيون)
- GLAAD Media Awards (جلاد (منظمة غير حكومية))
- Golden Bell Awards (Taiwan)
- غولدن غلوب (رابطة هوليوود للصحافة الأجنبية)
- Golden Nymph  [لغات أخرى]‏ (Monte-Carlo Television Festival, Monaco)
- الكاميرا الذهبية  [لغات أخرى]‏
- Grimme Preis
- جائزة هيومانيتاس  [لغات أخرى]‏
- Iris Awards – American awards for local television programming excellence
- Logie Awards (TV Week)
- National Television Awards
- جائزة بيبودي[الإنجليزية]s
- Rose d'Or
- Royal Television Society awards (Royal Television Society)
- Telly Awards
- جائزة الفنان الصغير

### السياحة
- IAAPA Applause Award (International Association of Amusement Parks and Attractions)
- Pomme d'Or (European Association of Professional Travel Writers and Journalists)
- Thea (Themed Entertainment Association)
- Tourism Award (Chamber of Commerce of Toledo, Spain)

## الرياضات والألعاب

### عموميات ومتنوعات
- شخصية بي بي سي الرياضية للعام:
  - شخصية بي بي سي الرياضية نجم الرياضة العالمية لهذا العام
  - BBC Sports Personality of the Year Coach Award
  - BBC Sports Personality of the Year Helen Rollason Award
  - جائزة بي بي سي الرياضية لأفضل شخصية العام في الإنجاز مدى الحياة  [لغات أخرى]‏
  - BBC Sports Personality Team of the Year Award
  - BBC Sports Unsung Hero Award
  - BBC Young Sports Personality of the Year
- Egebergs Ærespris – To athletes who excel in more than one sport (النرويج)
- James E. Sullivan Award – To outstanding amateur athletes in the United States (Amateur Athletic Union)
- جائزة لوريوس العالمية
- NACDA Directors' Cup – To the colleges and universities with the most success in collegiate athletics (National Association of Collegiate Directors of Athletics)
- الكأس الأولمبية – To an institution or association with a record of merit and integrity in actively developing the Olympic movement (اللجنة الأولمبية الدولية)
- Sportsperson of the Year (جمهورية التشيك)
- Sportsperson of the Year (تشيكوسلوفاكيا)
- جائزة أفضل رياضي في النرويج (النرويج)
- Sportsperson of the Year (سلوفاكيا)
- Sportsperson of the Year (سلوفانيا)

### كرة القدم الأمريكية وكرة القدم الكندية
- Associated Press College Football Player of the Year – To the most outstanding collegiate football player in the United States (أسوشيتد برس)
- Grey Cup – To the champions of the الدوري الكندي لكرة القدم
- Heisman Trophy – To outstanding college football players whose performance best exhibits the pursuit of excellence with integrity (Heisman Trophy Trust)
- قاعة مشاهير محترفي كرة القدم
- Vince Lombardi Trophy – To the winning team of the دوري كرة القدم الأمريكية's championship game, the سوبر بول

### Association football
- Albo Panchina d'Oro – To the best Italian coach of the الدوري الإيطالي الممتاز
- جائزة أفضل حارس مرمى في أوروبا
- Best Male Soccer Player ESPY Award
- Best Soccer Player ESPY Award
- Bota de Prata – To the top scorer in the Portuguese الدوري البرتغالي لكرة القدم
- Brian Clough Trophy – To the winners of any league, cup or friendly match between ديربي كاونتي and نوتينغهام فورست
- نادي القرن الأفريقي – A ranking of the most successful clubs of the 20th century in Africa
- Canadian Championship Golden Boot – To the top goalscorer in the دوري كندا لكرة القدم
- جوائز الدوري البرتغالي – To players and coaches in the Portuguese الدوري البرتغالي لكرة القدم and to Portuguese players and coaches in other countries
- Coach of the Year (رومانيا)
- Copa Libertadores – To the winners of the كأس ليبرتادوريس
- Copa Sudamericana – To the winners of the كوبا سود أمريكانا
- CSL Golden Boot – To the top goalscorer in the Canadian Soccer League
- Det Gyldne Bur – To the best goalkeeper in Danish football
- قالب:بذرة رياضة الجزائر – To the Algerian player considered to have performed the best over the previous year
- كأس دوري أبطال أوروبا – To the winners of the دوري أبطال أوروبا
- European Cup Winners' Cup – To the winners of the كأس الاتحاد الأوروبي للأندية أبطال الكؤوس
- الحذاء الذهبية الأوروبية – To the leading goalscorer in league matches from the top division of every European national league
- كأس الاتحاد الإنجليزي لكرة القدم – To the winners of the كأس الاتحاد الإنجليزي لكرة القدم
- FAM Football Awards (Malaysia)
- كرة الفيفا الذهبية – Given annually to the player who is considered to have performed the best in the previous season
- جائزة نادي القرن العشرين – A ranking of the most successful clubs of the 20th century
- جائزة التطوير للفيفا – For the development of football in countries judged to need it most
- جائزة الفيفا للعب النظيف – For exemplary civil or sporting behavior
- وسام الاستحقاق من الفيفا – For significant contributions to football
- جائزة لاعب القرن للفيفا – To the greatest player of the 20th century
- جائزة رئاسة الفيفا
- جائزة بوشكاش لأفضل هدف – To the player judged to have scored the most aesthetically significant and "most beautiful" goal of the year
- فريق الفيفا لكأس العالم لكرة القدم – An all-star squad published in 1994 and composed of some of the best players of all time
- جوائز كأس العالم من الفيفا
- فريق الأحلام (كرة القدم) – An all-star squad published in 2002 and composed of some of the best players of all time
- كأس بطولة كأس العالم – To the winners of the كأس العالم لكرة القدم
- جائزة أفضل لاعب كرة قدم في العالم – To the players who were thought to be the best in the world. Now replaced by the كرة الفيفا الذهبية
- Footballer of the Year (الأرجنتين)
- Footballer of the Year (النمسا)
- Footballer of the Year (أذربيجان)
- Footballer of the Year  [لغات أخرى]‏ (Baltic and Commonwealth of Independent States)
- الحذاء الذهبي البلجيكي (بلجيكا)
- Footballer of the Year (بلغاريا)
- Footballer of the Year (تشيلي)
- جائزة أفضل لاعب كرواتي (كرواتيا)
- Footballer of the Year  [لغات أخرى]‏ (جمهورية التشيك)
- جائزة أفضل لاعب تشيكوسلوفاكي (تشيكوسلوفاكيا)
- Footballer of the Year  [لغات أخرى]‏ (الدنمارك)
- Footballer of the Year (إستونيا)
- Footballer of the Year  [لغات أخرى]‏ (فنلندا)
- Footballer of the Year (جورجيا)
- لاعب العام في ألمانيا (ألمانيا)
- Footballer of the Year  [لغات أخرى]‏ (إيرلندا)
- Footballer of the Year (إسرائيل)
- Footballer of the Year (كازاخستان)
- Footballer of the Year (لاتفيا)
- Footballer of the Year (لشتنشتاين)
- Footballer of the Year (ليتوانيا)
- Footballer of the Year (لوكسمبورغ)
- Footballer of the Year (مقدونيا)
- Footballer of the Year (مولدوفا)
- جائزة أفضل لاعب هولندي (هولندا)
- Footballer of the Year  [لغات أخرى]‏ (النرويج)
- Footballer of the Year (باراغواي)
- جائزة أفضل لاعب برتغالي (البرتغال)
- Footballer of the Year (رومانيا)
- Footballer of the Year – Given by Futbol (روسيا)
- Footballer of the Year – Given by Sport-Express (روسيا)
- Footballer of the Year (صربيا)
- Footballer of the Year  [لغات أخرى]‏ (سلوفاكيا)
- Footballer of the Year  [لغات أخرى]‏ (الاتحاد السوفياتي)
- جائزة أفضل لاعب سويدي (السويد)
- Footballer of the Year  [لغات أخرى]‏ (سويسرا)
- Foreign Footballer of the Year  [لغات أخرى]‏ (رومانيا)
- Goal of the Month (ألمانيا)
- Goal of the Year (ألمانيا)
- Golden Ball (جمهورية التشيك)
- Golden Ball  [لغات أخرى]‏ (البرتغال)
- جائزة القدم الذهبية – To players who stand out for their athletic achievements and personality
- Guerin d'Oro – To the player in the Italian الدوري الإيطالي الممتاز with at least 19 games played who has obtained the best average media rating
- Heart of Hajduk Award – To كرواتياn club هايدوك سبليت's best player
- Hong Kong Top Footballer Awards
- IFFHS continental Clubs of the 20th Century – A ranking of the best continental clubs of the 20th century
- IFFHS The strongest National League in the World 1998 – A ranking of the best leagues in 1998
- جائزة أفضل حارس من الاتحاد الدولي لتاريخ وإحصاءات كرة القدم
- Iran football awards  [لغات أخرى]‏
- Lennart Johanssons Pokal – To the winners of the Swedish الدوري السويدي الممتاز
- مدرب العام في ألمانيا (ألمانيا)
- MLS Golden Boot – To الدوري الأمريكي لكرة القدم's regular season leading scorer
- Norwegian Football Association Gold Watch – To players who reach 25 caps for the Norwegian national team
- NTF football awards – To players and coaches in Norwegian football
- جوائز أوسكار الكالتشيو – To players and coaches in Italian football
- Pallone d'Argento – To the الدوري الإيطالي الممتاز player deemed to have displayed the best civil and sporting behavior over the previous season
- Piłka Nożna plebiscite awards  [لغات أخرى]‏ – To players and coaches in Polish football
- جائزة الحذاء الذهبي في الدوري الإنجليزي الممتاز – To the top goalscorer at the end of the بريميرليغ season
- جائزة أفضل لاعب في الدوري الكرواتي – أفضل لاعب كرة قدم في كرواتيا
- PSAP Awards  [لغات أخرى]‏ (اليونان):
  - PSAP MVP & Best Goal 2006–07
  - PSAP MVP & Best Goal 2007–08
  - PSAP MVP & Best Goal 2008–09
  - PSAP MVP & Best Goal 2009–10
- PSL Awards (جنوب أفريقيا):
  - PSL Club Rookie of the Year
  - PSL Coach of the Season
  - PSL Footballer of the Year
  - PSL Goalkeeper of the Season
  - PSL Player of the Season
  - PSL Players' Player of the Season
  - PSL Referee of the Season
- Rinus Michels Awards (هولندا)
- Silver Ball &ndashأفضل هدف سجله لاعب في الفريق الوطني الإستوني
- Sportske Novosti award – To the best player in the world (كرواتيا)
- Sportske novosti Yellow Shirt award – To the best player in the كرواتياn الدوري الكرواتي الممتاز
- Ubaldo Fillol Award – To the goalkeeper with the lowest goals-to-games ratio in the دوري الدرجة الأولى الأرجنتيني
- جائزة أفضل لاعب في أوروبا
- دوري أوروبا – تمنح للفائزين ب دوري أوروبا
- Women's Professional Soccer awards  [لغات أخرى]‏
- فريق العالم في القرن العشرين – An all-star squad published in 1998 and composed of some of the best players of all time
- Young Player of the Year  [لغات أخرى]‏ (إيرلندا)

### قواعد كرة القدم الأسترالية
- AFL Army Award – To players who produce significant acts of bravery or selflessness to promote the cause of their team during a game
- AFL Rising Star – To a standout young player in the دوري كرة القدم الأسترالية
- AFLPA Awards – A group of awards given annually to players in the استرالياn Football League, voted for by all AFL players
- All-استرالياn team – An all-star team of استرالياn rules footballers selected by a panel at the end of each season
- Brownlow Medal – To the "fairest and best" player in the استرالياn Football League during the regular season as determined by votes cast by the officiating field umpires after each game
- ميدالية كولمان[الإنجليزية] – To the استرالياn Football League player who kicks the most goals in regular-season matches in that year
- Goal of the Year – For the best goal of the season
- Herald Sun Player of the Year – A media award for the استرالياn Football League given by Melbourne newspaper the هيرالد صن
- Jock McHale Medal – To the coach of the winning premiership team in the استرالياn Football League
- Leigh Matthews Trophy – To the most valuable player in the استرالياn Football League
- Lou Richards Medal – To the best player in the استرالياn Football League as voted on by the Sunday Footy Show  [لغات أخرى]‏ panel
- Mark of the Year – For the best mark of the season. A mark is the action of a player cleanly catching a kicked ball that has travelled more than 15 metres (49 ft) without the ball hitting the ground
- Michael Tuck Medal – To the "fairest and best" player in the AFL Pre-season Cup Final
- Norm Smith Medal – Given in the AFL Grand Final to the player adjudged by an independent panel of experts to have been the best player in the match

### سباقات السيارات
- Astor Cup  [لغات أخرى]‏ – Originally awarded to Astor Challenge Cup winners (1915-1916), now awarded to the سلسلة إندي كار champion.
- Borg-Warner Trophy – To the champion of the إنديانابوليس 500
- Gordon Bennett Cup  [لغات أخرى]‏ – A defunct trophy to be raced for annually by the automobile clubs of various countries
- Harley J. Earl Trophy – To the champion of the دايتونا 500  [لغات أخرى]‏
- Sprint Cup  [لغات أخرى]‏ – To the championship winner of the Sprint Cup Series of ناسكار
- The Wally – To the winners of a national event of the National Hot Rod Association
- Vanderbilt Cup – The first major trophy in American auto racing

### البيسبول
- قاعة مشاهير ومتحف كرة القاعدة الوطنية  [لغات أخرى]‏
- Commissioner's Trophy  [لغات أخرى]‏ – To the دوري كرة القاعدة الرئيسي team that wins the نهائيات كأس العالم
- Cy Young Award – To the best مرسل الكرة  [لغات أخرى]‏s in Major League Baseball
- Gold Glove Award[الإنجليزية] – To the Major League Baseball players judged to have exhibited superior individual fielding performances at each مركز في كرة القاعدة  [لغات أخرى]‏
- Manager of the Year Award – To the best مدير كرة القاعدة  [لغات أخرى]‏ in Major League Baseball
- جائزة اللاعب الأكثر قيمة لدوري كرة القاعدة الرئيسي  [لغات أخرى]‏ – To Major League Baseball's regular-season most valuable player
- Olympic medalists  [لغات أخرى]‏
- Rookie of the Year Award  [لغات أخرى]‏ – To Major League Baseball's best regular-season rookie

### كرة السلة
- الجوائز الأوروبية:
  - Euroscar
  - FIBA Europe Player of the Year Award
  - Mr. Europa
- قاعة نايسميث التذكارية لمشاهير كرة السلة
- الرابطة الوطنية لكرة السلة جوائز:
  - جائزة بيل راسيل لأفضل لاعب في نهائيات إن بي إيه  [لغات أخرى]‏
  - جائزة مدرب السنة من الدوري الاميركي للمحترفين  [لغات أخرى]‏
  - لاعب الدفاع للسنة للدوري الأميركي للمحترفين  [لغات أخرى]‏
  - جائزة المدير التنفيذي للسنة للدوري الأمريكي لكرة السلة  [لغات أخرى]‏
  - إم في بي (جائزة)
  - الفائزون بجائزة أفضل لاعب صاعد في الرابطة الوطنية لكرة السلة
  - NBA Sixth Man of the Year[الإنجليزية]
- U.S. college basketball awards:
  - رجال وسيدات:
    - فرنساs Pomeroy Naismith Award
    - Wooden Award  [لغات أخرى]‏
    - Naismith Award  [لغات أخرى]‏
    - NCAA Basketball Tournament Most Outstanding Player

  - سيدات فقط:
    - Nancy Lieberman Award
    - جائزة واد
- مؤسسة النساء الدولية لكرة السلة awards:
  - Kim Perrot Sportsmanship Award
  - WNBA Coach of the Year  [لغات أخرى]‏
  - WNBA Defensive Player of the Year  [لغات أخرى]‏
  - WNBA Most Valuable Player  [لغات أخرى]‏
  - WNBA Rookie of the Year  [لغات أخرى]‏
  - WNBA Sixth Woman of the Year  [لغات أخرى]‏

### Board games
- Charles S. Roberts Awards
- جائزة اللعبة الألمانية  [لغات أخرى]‏
- Origins Awards
- جائزة لعبة العام  [لغات أخرى]‏

### الملاكمة
- القفازات الذهبية
- قائمة الفائزين بميداليات في الألعاب الأولمبية الصيفية في الملاكمة

### الشطرنج
- أستاذ دولي كبير
- National championships  [لغات أخرى]‏
- بطولة العالم للشطرنج
- بطولة العالم للشطرنج للناشئين

### الكريكيت
- Allan Border Medal
- Cricket World Cup  [لغات أخرى]‏ – To the winners of the كأس العالم للكريكيت
- ICC Awards (المجلس الدولي للكريكيت)
- The Ashes – The oldest prize in international cricket, played since 1882
- لاعب كريكت ويسدن للسنة  [لغات أخرى]‏ (تقويم وزدن للاعبي الكريكيت  [لغات أخرى]‏)

### Figure skating
- بطولة أوروبا للتزلج الفني  [لغات أخرى]‏
- Four Continents Figure Skating Championships
- United States Figure Skating Championships
- بطولة العالم للتزلج على الجليد

### هوكي الجليد

#### أمريكا الشمالية
- Allan Cup
- جائزة أرت روس  [لغات أخرى]‏

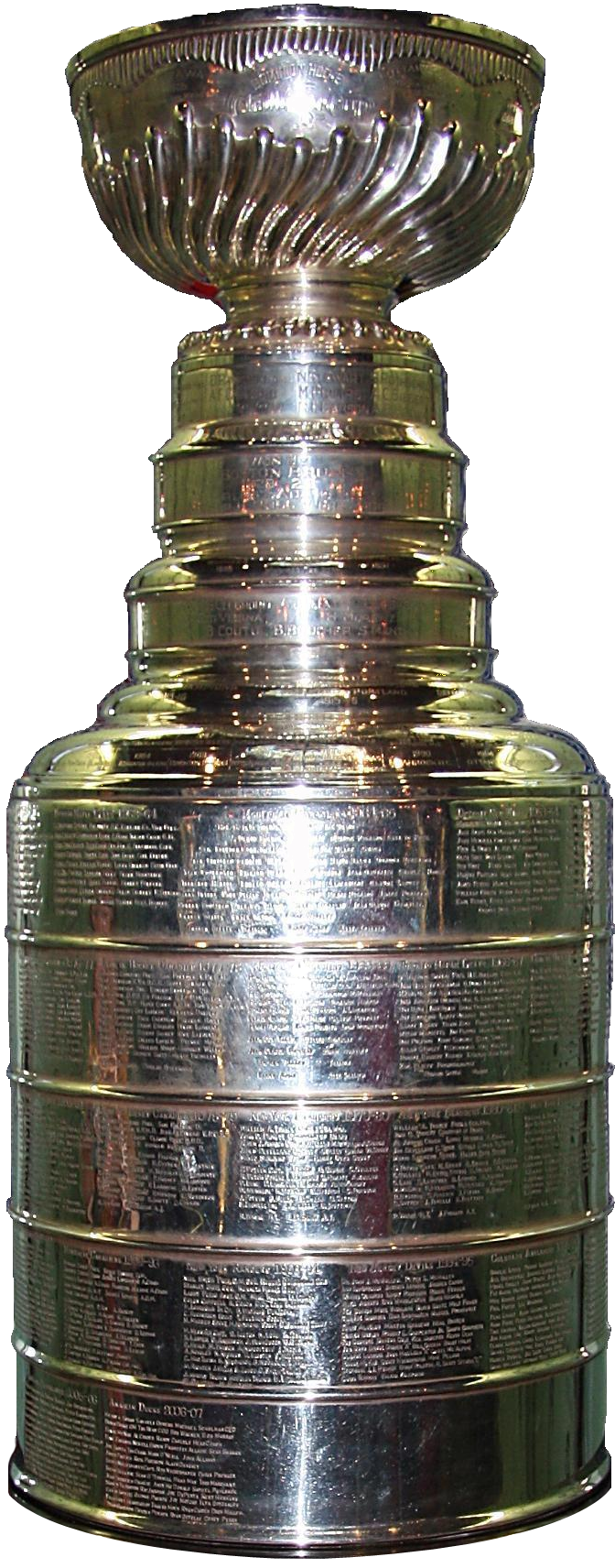
The Stanley Cup.

- الكأس التذكارية لبيل ماسترتون[الإنجليزية]
- Calder Cup
- الكأس التذكاري لكالدر  [لغات أخرى]‏
- Clarence S. Campbell Bowl
- جائزة كون سميث
- Frank J. Selke Trophy
- جائزة هارت التذكارية[الإنجليزية]
- Hobey Baker Award
- Jack Adams Award
- الكأس التذكاري لجيمس نوريس  [لغات أخرى]‏
- King Clancy Memorial Trophy
- الكأس التذكارية لليدي باينغ  [لغات أخرى]‏
- Les Cunningham Award
- Lester Patrick Trophy
- Maurice "Rocket" Richard Trophy
- Memorial Cup
- NHL Plus-Minus Award
- Patty Kazmaier Award
- Presidents' Trophy
- Prince of Wales Trophy
- Roger Crozier Saving Grace Award
- كأس ستانلي
- Ted Lindsay Award
- Turner Cup
- جائزة فيزينا  [لغات أخرى]‏
- William M. Jennings Trophy

#### السويد

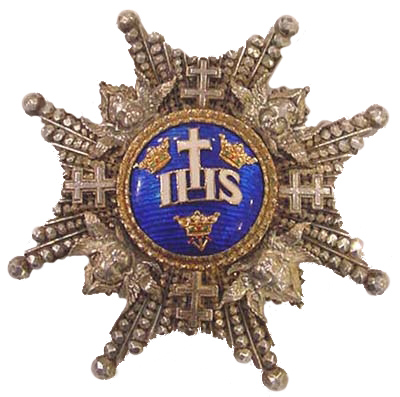
Star of the Swedish Royal Order of the Seraphim.

- Guldhjälmen
- Guldpucken
- Viking Award

### Lacrosse
- Champion's Cup

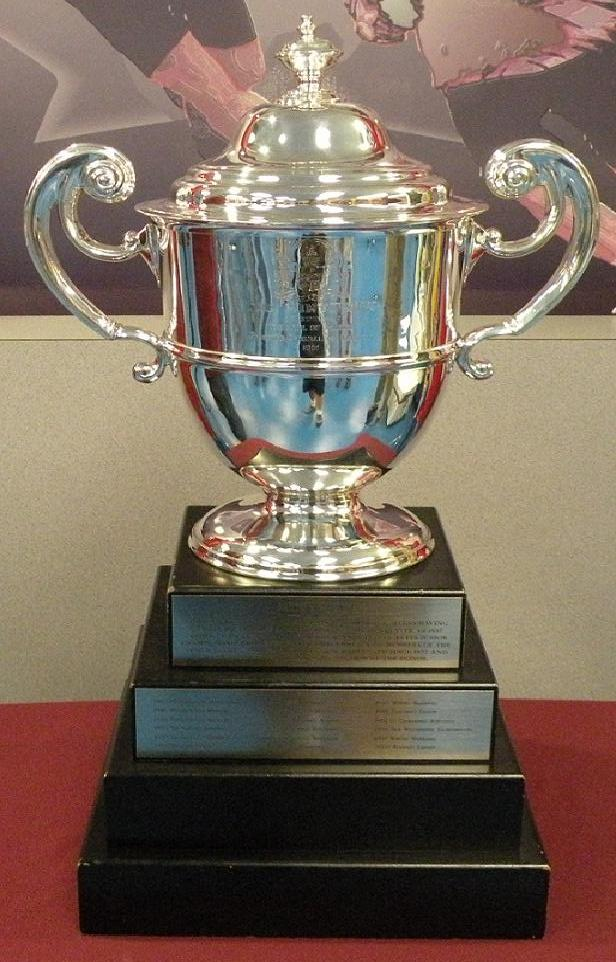
The Minto Cup.

- Ensign C. Markland Kelly, Jr. Award
- Founders Cup
- Jack Turnbull Award
- Les Bartley Award
- Les Bartley Award  [لغات أخرى]‏ (Toronto Rock)
- Lt. Raymond Enners Award
- Major League Lacrosse Coach of the Year Award
- Major League Lacrosse Community Service Award
- Major League Lacrosse Defensive Player of the Year Award
- Major League Lacrosse Goaltender of the Year Award
- Major League Lacrosse Most Improved Player of the Year Award
- Major League Lacrosse MVP Award
- Major League Lacrosse Offensive Player of the Year Award
- Major League Lacrosse Rookie of the Year Award
- Major League Lacrosse Sportsman of the Year Award
- Major League Lacrosse Weekly Awards
- Mann Cup
- McLaughlin Award
- Minto Cup
- National Lacrosse League Defensive Player of the Year Award
- National Lacrosse League Executive of the Year Award
- National Lacrosse League GM of the Year Award
- National Lacrosse League Goaltender of the Year Award
- National Lacrosse League Monthly Awards
- National Lacrosse League MVP Award
- National Lacrosse League Rookie of the Year Award
- National Lacrosse League Sportsmanship Award
- National Lacrosse League Weekly Awards
- Presidents Cup  [لغات أخرى]‏
- Schmeisser Award
- Steinfeld Cup
- Tewaaraton Trophy
- Tom Borrelli Award

### الميداليات الأولمبية
- Alpine skiing  [لغات أخرى]‏
- Archery
- Athletics: men and women
- Badminton
- Baseball
- Basketball
- Biathlon
- Bobsleigh
- قائمة الفائزين بميداليات في الألعاب الأولمبية الصيفية في الملاكمة
- Canoeing: men and women
- Cross-country skiing  [لغات أخرى]‏
- Curling
- Cycling: men and women
- Diving
- Equestrian
- Fencing: men and women
- Field hockey  [لغات أخرى]‏
- Figure skating
- Football
- Freestyle skiing
- Gymnastics: men and women
- Handball: men and women
- Ice hockey  [لغات أخرى]‏
- Judo
- Luge
- Modern pentathlon  [لغات أخرى]‏
- Nordic combined
- Rowing: men and women
- Sailing
- Shooting
- Short track speed skating  [لغات أخرى]‏
- Skeleton
- Ski jumping  [لغات أخرى]‏
- Snowboarding
- Softball
- Speed skating
- Swimming: men and women
- Synchronized swimming  [لغات أخرى]‏
- Table tennis  [لغات أخرى]‏
- Taekwondo
- Tennis
- Triathlon
- Volleyball
- Water polo  [لغات أخرى]‏
- Weightlifting
- Wrestling: freestyle and Greco-Roman

### الميداليات الأولمبية للمعاقين
- قائمة الحائزين على الميداليات البارالمبية في التزلج الألبي
- Wheelchair curling  [لغات أخرى]‏

### Quizbowl
- جائزة كاربر
- Meredith Cup – To the winner of the Academic Competition Federation quizbowl championship

### Rugby union
- Club trophies:
  - European:

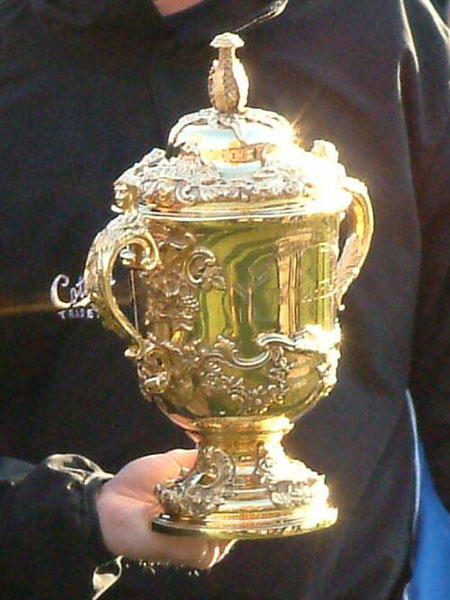
The Webb Ellis Cup.

    - كأس أبطال الرغبي الأوروبي – A competition involving leading club, regional, and provincial teams from England, فرنسا، إيرلندا، Italy, Scotland, and Wales
    - كأس التحدي الأوروبي – The second-tier competition to the Heineken Cup
    - European Shield – A defunct reprechage tournament for teams knocked out in the first round of the European Challenge Cup

  - فرنسا:
    - Bouclier de Brennus – To the champions of the توب 14 league

  - بريطانيا العظمى and إيرلندا:
    - Anglo-Welsh Cup – A cup competition for English and Welsh top-level club teams
    - British and Irish Cup – A cup competition for British and Irish semi-pro club teams

  - نيوزيلندا:
    - ITM Cup – نيوزيلندا's annual professional domestic competition
    - Meads Cup – A cup played for between provincial teams during the Heartland Championship, the second-tier domestic league
    - Lochore Cup – The secondary trophy in the Heartland Championship
    - Ranfurly Shield – A trophy between provincial teams

  - جنوب أفريقيا:
    - كأس كوري  [لغات أخرى]‏ – جنوب أفريقيا's premier domestic competition

  - Southern Hemisphere:
    - Super Rugby Trophy – To the winners of the سوبر رغبي competition
- International two-team challenge trophies:
  - Contested in the Six Nations:
    - Calcutta Cup – England and Scotland
    - Centenary Quaich – إيرلندا and Scotland
    - Giuseppe Garibaldi Trophy – فرنسا and Italy
    - Millennium Trophy – England and إيرلندا
    - إنجلترا and فرنسا have no official trophy, but their matches are popularly known as Le Crunch

  - Contested in the Tri Nations  [لغات أخرى]‏:
    - Bledisloe Cup – أستراليا and نيوزيلندا، also contested once a year outside the Tri Nations
    - Freedom Cup – نيوزيلندا and جنوب أفريقيا
    - Mandela Challenge Plate – أستراليا and جنوب أفريقيا

  - Other trophies:
    - Antim Cup – جورجيا ورومانيا
    - Cook Cup – أستراليا and England
    - Dave Gallaher Trophy – فرنسا ونيوزيلندا
    - Elgon Cup – كينيا وأوغندا
    - Hillary Shield – بريطانيا ونيوزيلندا
    - Hopetoun Cup – أستراليا واسكتلندا
    - James Bevan Trophy – أستراليا وويلز
    - Lansdowne Cup – أستراليا وإيرلندا
    - Prince William Cup – جنوب أفريقيا وويلز
    - Puma Trophy – الأرجنتين and أستراليا
    - Tom Richards Trophy – أستراليا and the British and Irish Lions
    - Trophée des Bicentenaires – أستراليا and فرنسا
- IRB Awards (includes two awards given by the International Rugby Players' Association as part of the awards program):
  - IRB Development Award
  - IRB International Coach of the Year
  - IRB International Player of the Year
  - IRB International Sevens Player of the Year
  - IRB International Team of the Year
  - IRB International Women's Personality of the Year
  - IRB Junior Player of the Year
  - IRB Referee Award for Distinguished Service
  - IRB Spirit of Rugby Award
  - IRPA Special Merit Award
  - IRPA Try of the Year
- Melrose Cup – To the winners of the Rugby World Cup Sevens
- Webb Ellis Cup – To the winners of the كأس العالم للرجبي

### التنس
- جوائز: البطولات الكبرى لكرة المضرب
  - بطولة أستراليا المفتوحة للتنس
  - دورة رولان غاروس الدولية
  - بطولة أمريكا المفتوحة للتنس
  - بطولة ويمبلدون
- جوائز بطولات العالم:
  - كأس ديفيز
  - كأس فيد
  - كأس هوبمان

### سباق الخيل الأصيلة
- كأس أوكلاند
- كأس كولفيلد
- كوكس بليت
- كأس هوليوود الذهبي
- كأس ملبورن

### ألعاب الفيديو
- Interactive Achievement Awards  [لغات أخرى]‏ (Academy of Interactive Arts & Sciences)
- Justin Scheierl Gamer Award
- جوائز سبايك لألعاب الفيديو، (سبايك)

### رياضات وألعاب أخرى
- كأس أمريكا – The oldest active trophy in international sport, founded in 1851
- بطولة العالم للبياثلون
- Billiard Congress of America Hall of Fame
- ماراثون بوسطن
- Callahan MVP Award (ألتيمت).[3]
- دورة ألعاب الكومنولث
- كأس العالم للتزلج على المنحدرات الثلجية  [لغات أخرى]‏

## الإنسانية، والعلاقات الدولية، والخدمات

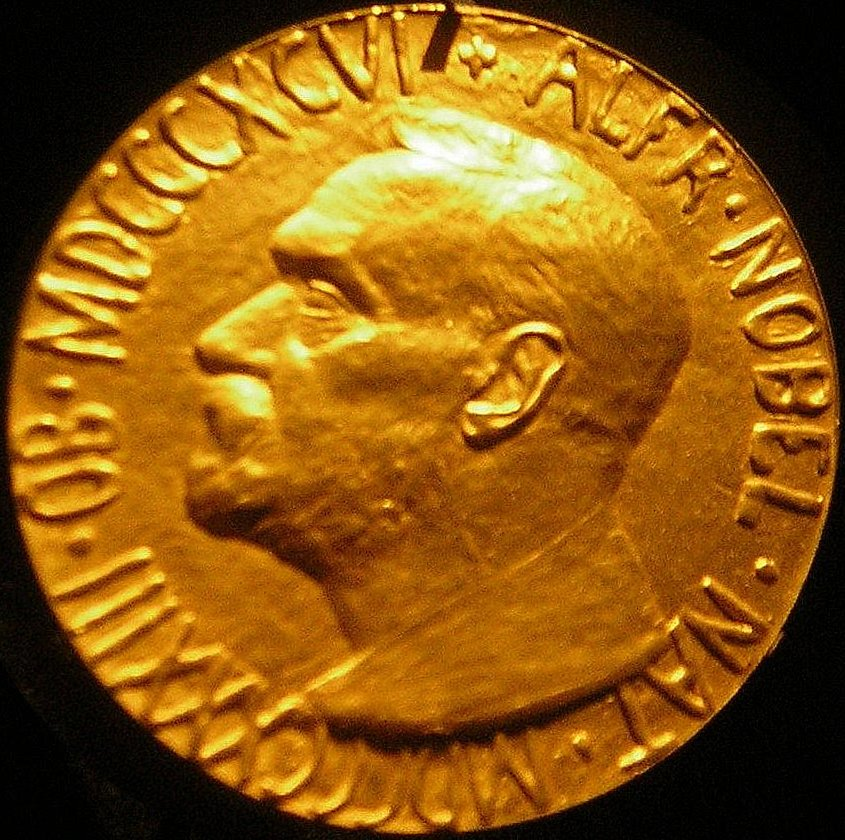
جائزة نوبل للسلام

- وسام ألبرت – For distinguished merit in promoting arts, manufactures, and commerce (الجمعية الملكية للفنون)
- Alphonse Fletcher, Sr. Fellowship – For contributions to civil rights (Fletcher Foundation)
- وسام بنجامين فرنكلن (الجمعية الملكية للفنون) – For Anglo-American cooperation (الجمعية الملكية للفنون)
- Brandeis Award  [لغات أخرى]‏ – Pro-privacy
- كارلسبريز
- Community of Christ International Peace Award
- ميدالية فلورنس نايتنجيل
- جائزة الحرية
- جائزة غاندي للسلام
- جائزة هردر  [لغات أخرى]‏ – Promotion of art and scientific relations in Central and Southeastern Europe
- جائزة هو-آم لخدمة المجتمع
- Human Rights Medal (استراليا)
- جائزة أنديرا غاندي
- International Peace Prize[الإنجليزية] (مجلس السلم العالمي)
- جائزة جيفرسون للخدمة العامة[الإنجليزية]
- Joliot-Curie Gold Medal of Peace[الإنجليزية] (مجلس السلم العالمي)
- جائزة لينين للسلام
- Leo J. Ryan Award – In honor and memory of the only member of Congress to be killed in the line of duty, ليو رايان
- جائزة الأسطورة الحية لمكتبة الكونغرس  [لغات أخرى]‏
- زمالة ماك آرثر
- شخصية العام (مجلة التايم) (Time Magazine)
- جائزة مو إبراهيم للإنجاز في القيادة الأفريقية – $5 million award for African heads of state for development achievement
- جائزة نانسن للاجئين
- جائزة نيوانو للسلام
- جائزة نوبل للسلام (البرلمان النرويجي)
- ميدالية أوتو هان للسلام  [لغات أخرى]‏ in Gold (United Nations Association of Germany and the عمدة برلين)
- Pearson Medal of Peace
- ميدالية الرعاية العامة  [لغات أخرى]‏
- Queen's Golden Jubilee Award for Voluntary Service by Groups in the Community  [لغات أخرى]‏
- جائزة رامون ماجسايساى – For achievement by Asians
- جائزة رايت ليفيلهوود
- جائزة سخاروف لحرية الفكر – For حقوق الإنسان and حرية الفكر
- قلادة سبينغارن – For achievement by Black Americans
- جائزة ستيغر[الإنجليزية] – An international award for accomplishment based in بوخوم، ألمانيا
- Takeda Awards
- جائزة تمبلتون
- جائزة رافتو  [لغات أخرى]‏
- جائزة يو ثانت للسلام  [لغات أخرى]‏ – To individuals or organizations for accomplishments toward the attainment of world peace
- جائزة الرؤية من أجل أوروبا  [لغات أخرى]‏ – For "outstanding achievements in taking Europe into the future" (Edmond إسرائيل Foundation)
- جائزة واتيلر للسلام (Carnegie Foundation)
- Woodrow Wilson Award for Public Service  [لغات أخرى]‏ (Wilson Center of the Smithsonian Institution)

### الكشافة
- Bronze Award (فتيات كشافة الولايات المتحدة)
- Chief Scout's Award (Scouts Canada)
- Cornwell Decoration  [لغات أخرى]‏
- تاج كشفي (بلجيكا)
- جائزة العقاب الكشفية المميزة  [لغات أخرى]‏
- النسر الكشفية (الكشافة الأمريكية)
- Eagle Scout (Boy Scouts of the Philippines)
- Explorer Belt
- Gold Award (Girl Scouts of the USA)
- جمعية كشافة ماليزيا
- King's Scout (تايلند)
- Pramuka Garuda  [لغات أخرى]‏ (Eagle Scout, Indonesia)
- Queen's Scout
- Queen's Venturer Award
- Silver Award (Boy Scouts of America)
- Silver Award (Girl Scouts of the USA)
- نمر الكشفية (جمعية كشافة كوريا)

## الإنسانيات
- Fukuoka Asian Culture Prize

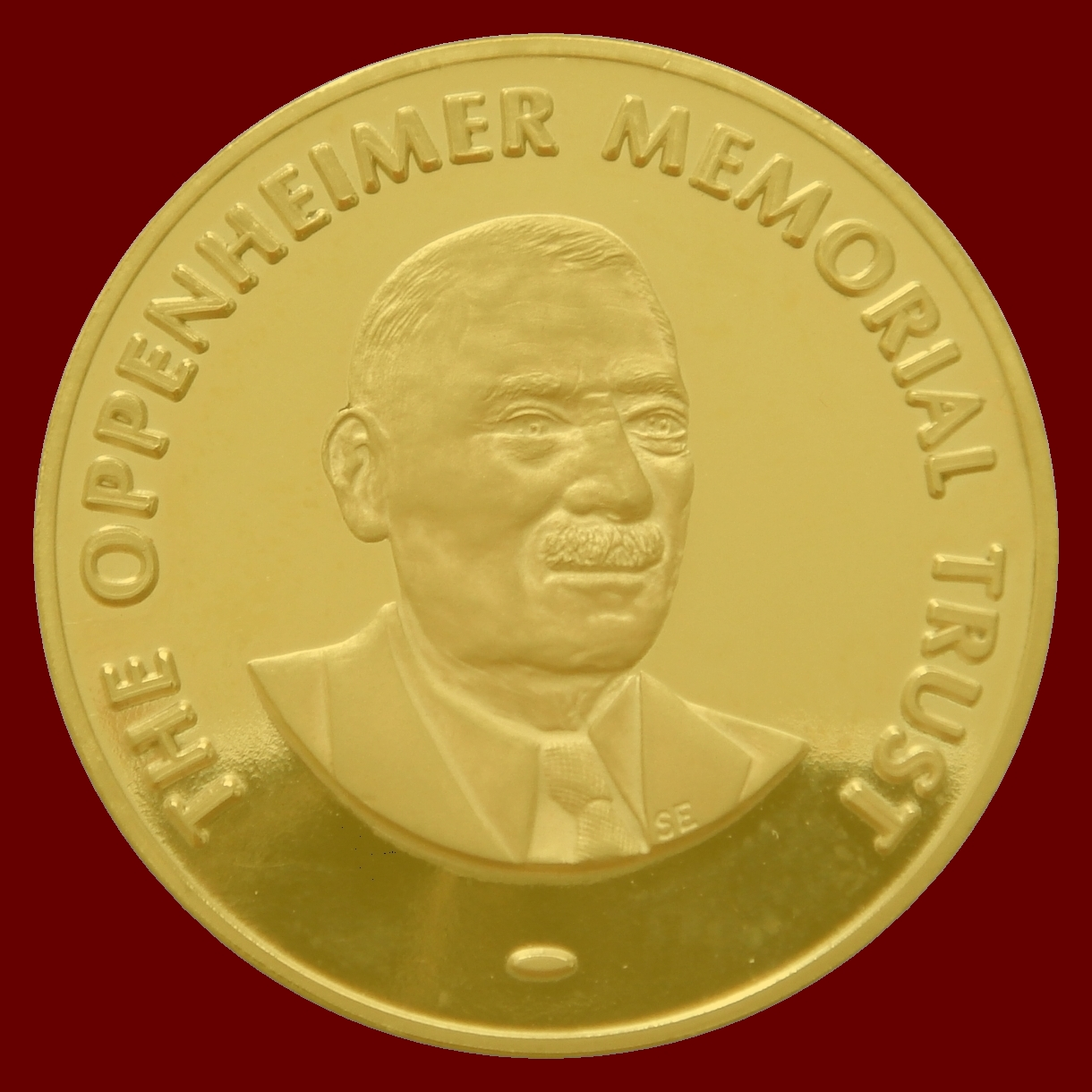
The Harry Oppenheimer Fellowship Award.

- Harry Oppenheimer Fellowship Award
- Ho-Am Prize in the Arts
- جائزة هولبرج
- مركز كينيدي الثقافي – مركز كينيدي الثقافي (الولايات المتحدة)
- Kluge Prize
- Konrad Adenauer Research Award – For Canadian scholars in the humanities and social sciences
- Salimbeni Prize – For a book in the field of art history
- جائزة وولف في الفنون

### العمارة
- جائزة منظمة أيه أي أيه للعمارة
- الميدالية الذهبية للأكاديمية الأمريكية للفنون والآداب في العمارة
- Heinrich Tessenow Medal
- LEAF Award
- Prémio Valmor (البرتغال)
- جائزة بريتزكر
- جائزة ستيرلنغ

### الفنون
- جائزة عبد اللطيف
- American Academy of Arts and Letters Gold Medal in Painting  [لغات أخرى]‏
- جائزة أرشيبالد[الإنجليزية] – أستراليا's premier portraiture award
- Artist Foundation of San Antonio
- ArtPrize
- Beck's Futures
- Bungeishunjū Manga Award
- Carnegie Prize
- Cartazini Art Award – €20.000 bi-ennial award in the فنون مرئية
- Charles Lang Freer Medal
- CPS Principal's Championship
- Factor Prize for Southern Art
- Green Room Awards
- Hanno and Ilse Hahn Prize – For outstanding contributions in Italian art history
- Helpmann Awards – For excellence in the فنون تعبيرية in أستراليا
- Hunting Art Prize
- Jolomo Award
- KAIROS Prize
- Murphy and Cadogan Fellowships in the Fine Arts
- جائزة بريميم إمبريال[الإنجليزية]
- Prix Blumenthal
- جائزة روما
- بيير سيسيل بوفيس دي شافان
- Rolf Schock Prize in Visual Arts  [لغات أخرى]‏
- جائزة روما
- Saint-Affrique Prize  [لغات أخرى]‏
- جائزة متحف سان فرانسيسكو للفن الحديث  [لغات أخرى]‏
- Sidney Myer Performing Arts Awards
- جائزة تيزوكا – For مانغا
- جائزة أوسامو تيزوكا الثقافية
- جائزة تيرنر
- Wynn Newhouse Award

### التصميم
- A' Design Award
- Alcuin Society Awards for Excellence in Book Design  [لغات أخرى]‏
- American Academy of Arts and Letters Gold Medal in Graphic Art  [لغات أخرى]‏
- جوائز آبل للتصميم
- جائزة البوصلة الذهبية  [لغات أخرى]‏
- European Design Awards
- Hong Kong Design Centre Awards
- International Design Excellence Awards
- جوائز التصميم الوطنية  [لغات أخرى]‏
- Red Dot
- Yahoo! Sharpener Award

### التعليم
- جائزة هارولد مكجرو
- Kohl McCormick Early Childhood Teaching Awards
- New South Wales Institute for Educational Research Award for Outstanding Educational Research
- The Broad Prize in Urban Education

### التاريخ
- Alfred Thayer Mahan Award for Literary Achievement
- جائزة بانكروفت
- جائزة بفريدج  [لغات أخرى]‏
- المتحف البحري الوطني
- جائزة فرانسيس باركمان  [لغات أخرى]‏
- John Lyman Book Awards
- K. Jack Bauer Award  [لغات أخرى]‏
- جائزة مونتباتن البحرية
- جائزة بوليتزر عن فئة الأعمال التاريخية
- Samuel Eliot Morison Award

### الصحافة

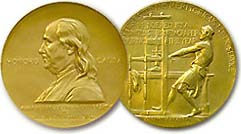
A Pulitzer Prize.

- Alfred I. duPont–Columbia University Award
- Cavling Prize (الدنمارك)
- الجائزة الدولية لحرية الصحافة
- إيليا باريش لوفجوي
- جائزة إريك بريندل للتميز في صحافة الرأي  [لغات أخرى]‏
- John Aubuchon Freedom of the Press Awards[4]
- Lettre Ulysses Award for the Art of Reportage  [لغات أخرى]‏ (ألمانيا)[5]
- NCTE George Orwell Award for Distinguished Contribution to Honesty and Clarity in Public Language  [لغات أخرى]‏
- جائزة أورتيجا إي جاسيت
- جائزة بيبودي[الإنجليزية] – Broadcast journalism
- جائزة بوليتزر:
  - جائزة بوليتزر عن فئة المراسلة السبقية
  - جائزة بوليتزر عن فئة الأخبار العاجلة
  - جائزة بوليتزر عن فئة تصوير الأخبار العاجلة
  - جائزة بوليتزر عن فئة التعليق
  - جائزة بوليتزر عن فئة النقد
  - جائزة بوليتزر عن فئة الرسوم الهزلية
  - جائزة بوليتزر عن فئة كتابة الافتتاحيات
  - جائزة بوليتزر عن فئة الصحافة التفسيرية
  - جائزة بوليتزر عن فئة التصوير الفوتوغرافي المتميز
  - جائزة بوليتزر عن فئة الكتابة المتميزة
  - جائزة بوليتزر عن فئة الصحافة الدولية
  - جائزة بوليتزر عن فئة الصحافة التحقيقية
  - جائزة بوليتزر عن فئة الصحافة الوطنية
  - جائزة بوليتزر عن فئة الخدمة العامة
- Robert Capa Gold Medal – For the "best published photographic reporting from abroad requiring exceptional courage and enterprise"
- Robert F. Kennedy Journalism Award  [لغات أخرى]‏
- Sriburapha Award (تايلند)
- جائزة اليونسكو/غييرمو كانو العالمية لحرية الصحافة
- Walkley Awards (أستراليا)
- جائزة القلم الذهبي لحرية الصحافة المقدمة من الرابطة العالمية للصحافة[الإنجليزية]

### اللغات
- Linguapax Prize

### علم اللاهوت
- جائزة هولبرغ الدولية التذكارية
- جائزة تمبلتون
- جائزة الحاخام مارتين كاتزنشتاين

## المنطق والفلسفة
- جائزة رولف شوك في المنطق والفلسفة

### القانون
- جائزة إليزابيث هاب للقانون البيئي
- جائزة هولبيرغ الدولية التذكارية – للعمل العلمي المتميّز في مجال الفنون والعلوم الإنسانية والعلوم الاجتماعية والقانون واللاهوت، سواء ضمن عمل في مجال واحد من هذه الاختصاصات أو في عمل متعدد الاختصاصات
- جائزة مانويل ماريا دي بيرالتا (كوستاريكا)

### السياسة
- ميدالية ذهبية للمساهمات المتميزة في الخطاب العام (جمعية الكلية التاريخية، كلية الثالوث (دبلن))
- للدرجات العالية من الالتزام والتضحية بالنفس نيابة عن حزب ديمقراطي (الولايات المتحدة) ومرشحيه
- جائزة الشجاعة الشخصية – تمنح للأفراد الذي يعملون وفقاً لضمائرهم ويخاطرون بوظائفهم أو حياتهم لانتهاج رؤى أوسع للمصالح الوطنية والمحلية بغض النظر عن الرأي العام أو الضغوطات من الدوائر الانتخابية أو المصالح الأخرى المحلية

## الأوسمة والميداليات العسكرية الوطنية

### أفغانستان
مملكة أفغانستان:
- Order of Independence
- Order of the Dooranee Empire
- Order of the Leader
- نيشان الشمس العظمى  [لغات أخرى]‏

جمهورية أفغانستان الشعبية:
- بطل ثورة أفغانستان – لقب تشريفي
- Order of the Red Banner
- Order of the Saur Revolution
- Order of the Sun of Liberty

جمهورية أفغانستان الإسلامية:
- Afghan Baryal Medal
- ميدالية غازي عبد الله خان
- ميدالية مسعود
- ميدالية سيد جمال الدين

### الجزائر
- وسام الاستحقاق الوطني

### أندورا
- Order of Charlemagne

### أنغولا
- Order of Civil Merit
- Order of Military Merit
- Order of the Peace and Concord

### أنتيغوا وباربودا
- The Most Exalted Order of the National Hero  [لغات أخرى]‏
- The Most Distinguished Order of the Nation  [لغات أخرى]‏
- The Most Illustrious Order of Merit  [لغات أخرى]‏
- The Most Precious Order of Princely Heritage  [لغات أخرى]‏

### الأرجنتين
- Argentine Army Military Merit Medal
- Distinguished Service Order
- نيشان مايو  [لغات أخرى]‏
- وسام المحرر الجنرال سان مارتين
- Argentine Army to the Effort and Abnegation Medal
- Cross to the Heroic Valour in Combat
- Medal of Valour in Combat

### النمسا
- النمساn Decoration for Science and Art
- Decoration of Honour for Services to the Republic of النمسا

### أذربيجان
- Tereggi Medal
- وسام الصداقة الأذربيجاني  [لغات أخرى]‏
- أذربيجانi Flag Order
- ميدالية للبطولة  [لغات أخرى]‏
- For service to the Fatherland Order
- ميدالية حيدر علييف
- نيشان الاستقلال
- National Hero of أذربيجان
- ميدالية النجمة الحمراء[الإنجليزية]
- نيشان الشاه إسماعيل
- وسام "شرف"
- وسام «شهرة»

### الباهاماس
- Order of Merit  [لغات أخرى]‏

### البحرين
- Khalifiyyeh Order of Bahrain

### بنغلاديش
- الجائزة الحادية والعشرون  [لغات أخرى]‏
- Independence Day Award
- Bir Bikrom
- Bir Protik
- Bir Sreshtho
- Bir Uttom

### بربادوس
- Order of Barbados
- Order of St. Andrew  [لغات أخرى]‏

### بيلاروسيا
- Hero of Belarus
- Honored Teacher of the Republic of Belarus
- Through Art – to Peace and Understanding
- نيشان فرانسيس سكورينا

### بلجيكا
- Order of Leopold
- نيشان ليوبولد الثاني
- Order of the African Star
- Order of the Crown
- Royal Order of the Lion
- Commemorative Cross of the Volunteers of 1830
- Iron Cross
- 1870–71 Commemorative Medal
- 1914–1918 Commemorative War Medal
- Fire Cross 1914-1918
- Yser Medal
- 1914–1917 African Campaigns Commemorative Medal
- Deportees Cross (1914-1918)  [لغات أخرى]‏
- Volunteer Combatant's Medal 1914-1918
- Liège Medal
- Political Prisoner's Medal 1914–1918
- King Albert Medal
- Queen Elisabeth Medal
- Inter-Allied Victory Medal 1914–1918
- Commemorative Medal of the War 1940-1945
- Political Prisoner's Cross 1940-1945
- Escapee's Cross (1940-1945)
- Medal of the Armed Resistance (1940-1945)  [لغات أخرى]‏
- Maritime Medal 1940–1945
- 1940–1945 Military Combatant's Medal
- Volunteer's Medal 1940–1945
- 1940–1945 African War Medal
- 1940–1945 Colonial War Effort Medal
- Medal of the Armed Resistance 1940–1945
- Civilian Resistance Medal
- Civilian Disobedience Medal
- Prisoner of War Medal 1940–1945
- Military Cross
- Military Decoration
- Cross of Honour for Military Service Abroad
- Commemorative Medal for Armed Humanitarian Operations
- Commemorative Medal for Foreign Operations or Missions
- Medal of Military Merit
- Croix de Guerre
- Honour Badge of Labour
- Labour Decoration
- Civic Decoration
- Commemorative Medals for Army Marches

### بيليز
- Order of Belize
- Order of the National Hero (Belize)
- Order of Distinction  [لغات أخرى]‏

### بينين
- وسام النجمة السوداء
- National Order of Merit
- Order of Agricultural Merit
- Order of Social Merit

### بوتان
- Order of Drak Jong Thusay
- Royal Order of Bhutan

### بوليفيا
- Order of Simon Bolivar
- وسام كوندور الأنديز  [لغات أخرى]‏
- Banner of Gold
- Order of Military Merit
- Order of Naval Merit

### البوسنة
- Order of Kulin Ban
- Order of the Dragon of Bosnia
- Order of the Golden Lily
- Order of the Republic
- Order of Freedom  [لغات أخرى]‏

### بوتسوانا
- Order of Honour
- وسام الخدمة الجديرة بالتقدير  [لغات أخرى]‏
- Police Distinguished Service Order
- Presidential Order
- Prison Distinguished Service Order

### البرازيل
- Brazilian Order of Cultural Merit
- Brazilian Order of Medical Merit
- النيشان الوطني للاستحقاق العلمي
- National Order of Educational Merit
- National Order of Juridicial Merit
- National Order of Merit  [لغات أخرى]‏
- Order of Judicial Merit for Labour
- Order of Merit for Defence
- Order of Merit for Labour
- Order of Merit for Public Administration of the Federal District and Territories
- Order of Merit for Sport
- Order of Military Merit  [لغات أخرى]‏
- Order of National Congress
- وسام ريو برانكو
- وسام الصليب الجنوبي

### بروناي
- Order of Dato Laila Utama
- Order of Merit of Brunei
- Order of the Crown of Brunei
- Order of the Hero of the State of Brunei
- Order of the Star of the State of Brunei

### بوركينا فاسو
- National Order
- Order of Merit

### بورما
- Order of Burma
- Pyidaungsu Sithu Thingaha
- Thiri Thudhamma Thingaha

### بوروندي
- National Order the Republic of Burundi
- Order of Friendship of People

### كمبوديا
- النيشان الملكي لكمبوديا
- وسام الصداقة والتعاون الكمبودي  [لغات أخرى]‏

### الكاميرون
- نيشان البسالة  [لغات أخرى]‏
- Order of Merit  [لغات أخرى]‏

### كندا
- وسام كندا

### كيب فيردي
- Amilcar Cabral Order

### Central African Republic
- National Order of the Star
- Order of Merit of Central Africa

### تشاد
- Chad National Order
- Order of Civil Merit

### تشيلي
- نيشان برناردو أوهيغينز
- Order of Merit

### جمهورية الصين الشعبية
- Merit Medal
- Military Merit Medal

### جمهورية التشيلي
- نيشان اليشم اللامع  [لغات أخرى]‏
- نيشان النجم اللامع
- Order of Chiang Kai-Shek
- وسام السحب المواتية  [لغات أخرى]‏
- Order of Sun Yat-Sen

### كولومبيا
- Medical Order of Merit of José Fernandez Madrid

### جزر القمر
- Star of Said Ali
- Order of the Star of Anjouan

### جمهورية الكونغو الديمقراطية
Orders:
- النيشان الوطني للنمر
- Order of Agricultural Merit
- Order of Arts, Science and Letters Merit
- Order of Civic Merit
- Order of Sport Merit
- Order of the National Heroes

Medals:
- Medal of Desirie Kabila and Patrice Lumumba
- Military Merit Medal

### جمهورية الكونغو
- وسام الاستحقاق الكونغولي

### كوبا
- بطل جمهورية كوبا  [لغات أخرى]‏ – Honorary title
- نيشان خوسيه مارتي
- Order of Cienfuegos

### قبرص
- نيشان مكاريوس الثالث  [لغات أخرى]‏
- Order of Merit of Cyprus

### جمهورية التشيك
- Medal for Heroism
- Medal of Merit
- وسام الأسد الأبيض
- Order of Tomáš Garrigue Masaryk

### الدنمارك
- وسام دانيبروغ
- وسام فرسان الفيل
- Order of Christian VII
- Dannebrogordenens Hæderstegn
- Medal of Merit
- Ingenio et Arti
- Royal Medal of Recompense
- Valour Cross
- ميدالية غرينلاند للخدمة الجديرة بالتقدير  [لغات أخرى]‏
- Badge of Honor of the League of Civil Defense
- Long Service Awards
- Peace Prize Medal
- Rescue Preparedness Medal

### جيبوتي
- Order of 27 June

### دومانيكا
- Dominica Award of Honour
- Sisserou Award of Honour
- Meritorious Service Award
- Services Medal of Honour

### جمهورية الدومنيكان
- Order of Merit of Duarte, Sanchez and Mella
- نيشان كريستوفر كولومبوس  [لغات أخرى]‏
- Order of Military Merit  [لغات أخرى]‏
- Order of Air Merit
- Order of Naval Merit  [لغات أخرى]‏
- Captain General Santana Military Order of Heroism
- Medal for Valor
- Medal of Merit of the Dominican Woman
- 23 February 1930 Commemorative Medal
- وسام تروخيو  [لغات أخرى]‏
- Order of the Generalissimo
- Grand Cordon President Trujillo
- Order of the Benefactor of the Nation
- 14th of June Order of Merit

### إكوادور
- وسام عبدون كالديرون
- Order of Honorato Vasquez
- Order of Merit of Ecuador
- النيشان الوطني للورانس روما[الإنجليزية]
- Sports Merit Medal (Ecuador)

### مصر
- Military Order of the Republic
- Order of Agriculture
- Order of Industry and Commerce
- Order of Sciences and Arts
- Order of Labour
- Order of Merit
- Order of Sports
- قلادة النيل العظمى
- وسام الجمهورية (مصر)
- وسام نجمة سيناء (مصر)
- نيشان الكمال
- جائزة نجيب محفوظ

### السلفادور
- Order of José Matías Delgado

### غينيا الاستوائية
- National Order of Equatorial Guinea

### إستونيا
- نيشان صليب تيرا ماريانا
- Order of the Cross of the Eagle
- Order of the إستونياn Red Cross
- Order of the National Coat of Arms
- Order of the White Star
- Protection of Natural Amenities Medal
- Order of the إستونياn Defence Forces
- Cross of Liberty
- إستونياn Air Force 1st Class Service Cross
- إستونياn Air Force 2nd Class Service Cross
- إستونياn Air Force 3rd Class Service Cross

### إثيوبيا
Empire of Ethiopia:
- Order of Emperor Haile Selassie I
- Order of Menelik II
- Order of Saint Anthony  [لغات أخرى]‏
- Imperial Ethiopian Order of Saint Mary of Zion
- نيشان سليمان  [لغات أخرى]‏
- نيشان خاتم سليمان
- Order of the Ethiopian Lion
- Order of the Queen of Sheba
- Order of the Star of Ethiopia

People's Democratic Republic of Ethiopia:
- Derg era Military Merit Medal
- Derg era Police Service Medal
- Hero of Socialist Ethiopia

Federal Democratic Republic of Ethiopia:
- Purple Heart  [لغات أخرى]‏

### فيجي
- Order of Fiji
- President's Cross
- President's Medal
- Meritorious Service Decoration
- Fiji Independence Medal

### فنلندا
- صليب مانرهايم  [لغات أخرى]‏
- وسام صليب الحرية
- Order of the Lion of فنلندا
- Order of the White Rose of فنلندا
- Pro فنلنداia Medal

### غابون
- National Order of Merit  [لغات أخرى]‏
- Order of Agricultural Merit
- Order of Friendship
- Order of National Education
- نيشان النجمة الاستوائية[الإنجليزية]

### غامبيا
- وسام جمهورية غامبيا

### ألمانيا
- وسام الاستحقاق (بروسيا) – Also known as the "Blue Max", the Kingdom of Pروسيا's highest order of merit

### غانا
- نيشان نجمة غانا
- Order of the Star and Eagles of Ghana

### اليونان
- Order of Beneficence  [لغات أخرى]‏
- Order of Honour  [لغات أخرى]‏
- Order of the Phoenix  [لغات أخرى]‏
- نيشان المنقذ

### جرينلاند
- ميدالية غرينلاند للخدمة الجديرة بالتقدير  [لغات أخرى]‏

### غواتيمالا
- Francisco Marroquin National Order
- Order of Rodolfo Robles
- Order of the Five Vulcanoes
- نيشان كيتزال
- Order of Antonio José de Irisarri

### غينيا
- National Order of Merit  [لغات أخرى]‏

### غيانا
- Order of Excellence of Guyana
- Order of Roraima of Guyana

### هايتي
- نيشان الشرف والاستحقاق الوطني

### Holy See
- نيشان بيوس التاسع
- وسام القديس غريغوريوس الكبير
- Order of St. Sylvester
- نيشان المهماز الذهبي  [لغات أخرى]‏
- وسام المسيح الأعلى  [لغات أخرى]‏

### هندوراس
- Order of Francisco Morazán

### المجر
- نيشان الاستحقاق المجري
- نيشان علم جمهورية المجر
- Order of the Star of the Republic of Hungary

### أيسلندا
- نيشان الصقر  [لغات أخرى]‏

### الهند
- جائزة رئيس جمهورية الهند

قالب:Indian honours and decorations

### إيران
- Medal of Courage
- Medal of Honour
- Medal of Merit and Management
- Medal of Research
- Medal of Service

### العراق
- وسام الرافدين المشرف

### إيرلندا
- Civil Medal For Bravery
- Fire Brigade Service Medal
- Presidential Distinguished Service Award for the Irish Abroad
- Scott Medal
- Military Medal For Gallantry
- Distinguished Service Medal
- Order of St. Patrick

### إسرائيل
- إسرائيل Defense Prize
- إسرائيل Prize
- وسام الشجاعة
- وسام الخدمة المتميزة
- Medal of Valor

### إيطاليا
- الميدالية الذهبية للبسالة العسكرية  [لغات أخرى]‏
- Military Order of Italy
- وسام استحقاق الجمهورية الإيطالية

### ساحل العاج
- National Order
- Order of Ivory Merit
- Order of Mining Merit

### جامايكا
- نيشان جامايكا
- Order of Excellence  [لغات أخرى]‏
- نيشان الامتياز
- نيشان الاستحقاق الجامايكي
- Order of National Hero  [لغات أخرى]‏
- وسام الأمة  [لغات أخرى]‏
- Jamaican Prime Ministers Medal of Appreciation
- ميدالية مسغريف[الإنجليزية]

### اليابان
- Medals of Honor  [لغات أخرى]‏
- Military Medal of Honor  [لغات أخرى]‏
- وسام الثقافة
  - صاحب الاستحقاق الثقافي  [لغات أخرى]‏
- ترتيب أقحوان
- نيشان درة التاج
- وسام الشمس المشرقة
- نيشان الكنز المقدس  [لغات أخرى]‏

### الأردن
- وسام الحسين بن علي
- Order of the Hashemite Star
- وسام النهضة
- وسام الكوكب الأردني

### كازاخستان
- National Hero of كازاخستان – Honorary title
- وسام الحرمة (قورميت)
- نيشان باراسات
- Order of Friendship
- Jubilee Medal "50 Years of Victory in the Great Patriotic War 1941-1945"
- نيشان العقاب الذهبية

### كينيا
- Order of the Burning Spear
- Order of the Golden Heart[الإنجليزية]

### جمهورية كوريا
- Order of Civil Merit  [لغات أخرى]‏ (Gukmin Hunjang)
- وسام الاستحقاق الثقافي (Munhwa Hunjang)
- Order of Diplomatic Merit (Sugyo Hunjang)
- نيشان الاستحقاق للخدمة الصناعية  [لغات أخرى]‏ (Sanup Hunjang)
- وسام الاستحقاق للمؤسسة الوطنية  [لغات أخرى]‏ (Gunguk Hunjang)
- Order of Military Merit  [لغات أخرى]‏ (Mugong Hunjang)
- Order of National Redevelopment Merit (Saemaul Hunjang)
- Order of National Security Merit  [لغات أخرى]‏ (Boguk Hunjang)
- Order of Scientific and Technological Merit (Gwahakgisul Hunjang)
- Order of Service Merit (Geunjung Hunjang)
- Order of Sports Merit (Chaeyuk Hunjang)
- وسام موغونغوا (Mugunghwa Daehunjang)

### كوسوفو
Orders:
- Order of the Hero of Kosovo (Urdhri Hero i Kosovës)

Medals:
- Gold Medal of Freedom (Medalja e Artë e Lirisë)
- Gold Medal of Independence (Medalja e Artë e Pavarësisë)
- Gold Medal of the League of Prizren (Medalja e Lidhjes së Prizrenit)

Decorations:
- Honorary Citizen of Kosovo (Dekorata Qytetar Nderi i Kosovës)
- Crystala Dardanica (Dekorata Crystala Dardanica)

### الكويت
- وسام الكويت
- قلادة مبارك الكبير

### قيرغيزستان
- Danaker Order
- Hero of Kyrgyzstan – Honorary title
- نيشان مناص

### لاوس
- Order of Bravery
- Order of Freedom
- Order of Merit
- Order of Victory

### لاتفيا
- وسام النجوم الثلاثة
- Order of Lāčplēsis
- Order of Viesturs
- صليب الاعتراف  [لغات أخرى]‏
- Commemorative Medal for Advancing لاتفيا's Membership to NATO

### لبنان
- وسام الأرز
- وسام الاستحقاق اللبناني
- Order of Public Instruction

### ليسوتو
- Order of Lesotho
- Order of Makoanyane
- Order of Molomi
- Order of Moshoeshoe
- Order of Ramatseatsane

### ليبيريا
- نيشان الإنسانية للخلاص الأفريقي
- نيشان رواد ليبيريا
- نيشان نجمة أفريقيا  [لغات أخرى]‏

### ليبيا
Orders:
- Order of Courage
- Order of the Grand Conqueror
- Order of the Jihad
- Order of the Republic
- Medal of the 1969 Revolution
- جائزة القذافي لحقوق الإنسان

### لشتنشتاين
- Order of Merit of the Principality of لشتنشتاين

### ليتوانيا
- Order for Merits to ليتوانيا
- Order of the Cross of Vytis

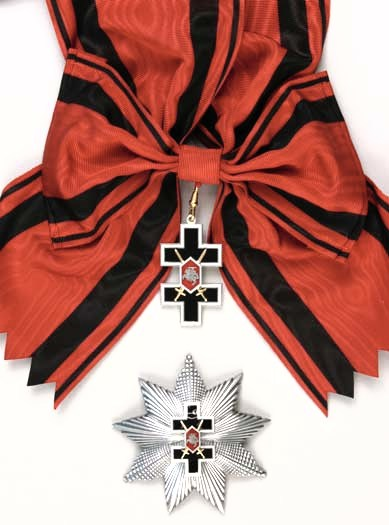
Insignia of the first class of the ليتوانياn Order of the Cross of Vytis.

- Order of the ليتوانياn Grand Duke Gediminas
- وسام فيتوتاس العظيم

### لوكسمبورغ
- نيشان أدولف الناساوي
- Order of Merit of the Grand Duchy of لوكسمبورغ
- نيشان الأسد الذهبي لآل ناساو
- نيشان تاج السنديان

### مقدونيا
- Order of Merit for مقدونيا

### مدغشقر
- Order of Ranavalona III
- National Order
- Order of Agricultural Merit
- Order of Merit
- Order of Sport Merit

### مالاوي
- Order of the Lion  [لغات أخرى]‏

### ماليزيا
- Order of the Crown of Johor
- نيشان تاج ماليزيا
- وسام المدافع عن المملكة

### جزر المالديف
- Order of Askaree
- Order of Ghazee
- Order of Ibrahim
- Order of Izzadin
- Order of Majeedhee

### مالي
- National Order
- Order of Agricultural Merit

### مالطا
- National Order of Merit of Malta
- Medal of Merit  [لغات أخرى]‏
- فرسان مالطا
- Malta George Cross Fiftieth Anniversary Medal
- نيشان الاستحقاق المالطي

### موريتانيا
- Order of National Merit

### موريشيوس
- Order of the Star and Key of the Indian Ocean

### المكسيك
- ميدالية الشرف لبيليساريو دومينغيز  [لغات أخرى]‏
- Condecoración Miguel Hidalgo
- نيشان العقاب الأزتكي

### مولدوفا
- Order of the Republic
- Order of Work Merit

### موناكو

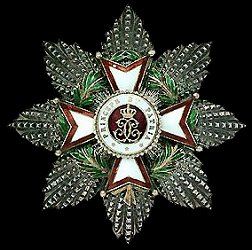
Star of the Monégasque Order of St. Charles.

- Order of Cultural Merit
- Order of Grimaldi
- نيشان القديس شارل
- Order of the Crown  [لغات أخرى]‏

### منغوليا
Honorary titles:
- Hero of Labour of the Mongolian People's Republic
- Hero of the Mongolian People's Republic

Orders:
- Order of Combat Valour
- نيشان النجم القطبي
- Order of the Red Banner of Labour Valour
- Order of the Red Banner of Military Valour
- Sukhbaatar Order

### المغرب
- وسام علوي
- Order of the Fidelity
- Order of the Military  [لغات أخرى]‏
- Order of the Mohammediya
- وسام العرش

### موزمبيق
- Eduardo Mondlane Order
- Nachingwea Medal

### ناميبيا
- Order of Namibia
- Order of the Eagle
- Order of the Sun
- Order of Welwitchia Mirabilis

### النيبال
- Akash Seva Patta (Air Service Medal)
- Assam Burma Ladain Padak (Assam-Burma Medal)
- Bahaduri Padak (Bravery Medal)
- Coronation of King Bihendra
- Dirgha Sewa Patta
- Durgam Sewa Padak
- Gajendra Moksha Medal (Life Saving Medal)
- Order of Gorkha Dakshina Bahu (Order of the Gurkha Right Arm)
- Lakshaya Bheda Padak
- Long Service Medal
- Maha Bhookampa Piditoddhara Padak (Great Earthquake Medal, 1935)
- Mahendra Prahari
- Mahendra Ratna
- Mahendra Chain (Order of Mahendra Mala)
- Medal Commemorating the Silver Jubilee of King George V
- Nepal Bhushan (Decoration of Nepal)
- Nepal Mahapratap Vardhak
- Nepal Pratap Bhaskara
- Nepal Pratap Vardhak
- Nepal Shripad
- Nepal Yashovardhak
- نيشان أوجاسوي راجانيا  [لغات أخرى]‏
- Om Ram Patta
- Order of the Star of Nepal
- Paradesa Sewa Padak
- Prahari Parakrem Padak
- Prahari Ratna
- Prashanasaniya Patta
- Rajata Jayanti Padak
- Sena Saubhagya Bhaskar
- Seva Padak (Service Medal)
- Seva Patta (Service Medal)
- Shubha Rajyabishek Padak (Coronation of King Mahendra Medal)
- Suprashamsaniya Patta
- Suvir Patta
- Tribhavan Prajatantra Shripad
- Order of Tri Shakti Patta
- Varuna Padak
- Vir Patta

### هولندا
- Military William Order
- وسام عائلة أوراني - ناساو
- Order of the House of Orange
- Order of the هولندا Lion
- نيشان الأسد الذهبي لآل ناساو
- De Ruyter Medal
- ميدالية الغيوزن  [لغات أخرى]‏
- Honorary Medal for Charitable Assistance
- Honorary Medal for Merits toward Museum Collections
- Medal of Recognition 1940-1945
- Medal of the Red Cross
- Medal of the Royal هولندا Meteorological Institute
- Resistance Memorial Cross
- Star for Loyalty and Merit
- Aceh Medal
- Airman's Cross
- Bronze Cross
- Bronze Lion
- Dutch Military Proficiency Badge
- Cross of Merit
- Decoration of Merit
- Order of the Crown
- Order of the Golden Ark
- Order for Loyalty and Merit

### نيوزيلندا
- نيوزيلندا Antarctic Medal
- نيوزيلندا Distinguished Service Decoration
- نيوزيلندا Order of Merit
- Order of نيوزيلندا
- نيشان الخدمة للملكة

### نيكاراغوا
- Order of Miguel Larreynaga
- نيشان الاستقلال الثقافي لروبين دارييو  [لغات أخرى]‏

### النيجر
- National Order
- وسام السعفات الأكاديمية
- نيشان الاستحقاق الزراعي  [لغات أخرى]‏
- Order of Merit

### نيجيريا
- وسام النيجر  [لغات أخرى]‏
- Nigerian Independence Medal
- وسام الجمهورية الاتحادية

### النرويج
- Armed Forces Medal for Heroic Deeds
- King Haakon VII Freedom Cross
- King Haakon VII Freedom Medal
- King's Medal of Merit
- Medal for Heroic Deeds
- Medal for Outstanding Civic Service
- Medal for Rescue at Sea
- نيشان الاستحقاق النرويجي الملكي
- ترتيب سانت أولاف
- St. Olav's Medal
- St. Olav's Medal With Oak Branch
- War Cross
- War Medal

### عمان
- Order of Al-Said
- وسام عمان
- Order of the Renaissance of Oman
- وسام السلطان قابوس  [لغات أخرى]‏

### باكستان
The following Civil Awards are given every year in the field of Fine Arts, Performing Arts, Science, Sports, Social Work, Journalism etc.
- نيشان باكستان
- نيشان الامتياز  [لغات أخرى]‏
- Hilal e Pakistan
- هلال الامتياز
- Sitara e Pakistan
- ستارة الامتياز
- Pride of Performance
- جائزة التميز  [لغات أخرى]‏

### بناما
- نيشان مانويل أمادور غيريرو
- Medal of La Solidaridad
- Order of Belisario Porras
- Order of Manuel José Hurtado
- نيشان فاسكو نونييث دي بالبوا
- نيشان عمر توريخوس

### بابوا غينيا الجديدة
- Papua New Guinea Independence Medal
- Order of the Star of Melanesia  [لغات أخرى]‏
- Order of Valour  [لغات أخرى]‏
- Order of Logohu  [لغات أخرى]‏

### باراغواي
- National Order of Merit

### Persia
- نيشان أقدس
- Order of Aftab
- نيشان شير وخورشيد  [لغات أخرى]‏
- Order of the Sun  [لغات أخرى]‏
- نيشان ذو الفقار

### البيرو
- وسام الشمس

### الفلبين
خطأ لوا: too many expensive function calls.
- BPI-DOST Science Awards
- نيشان سيكاتونا
- Grand Order of the Golden cross

### بولندا

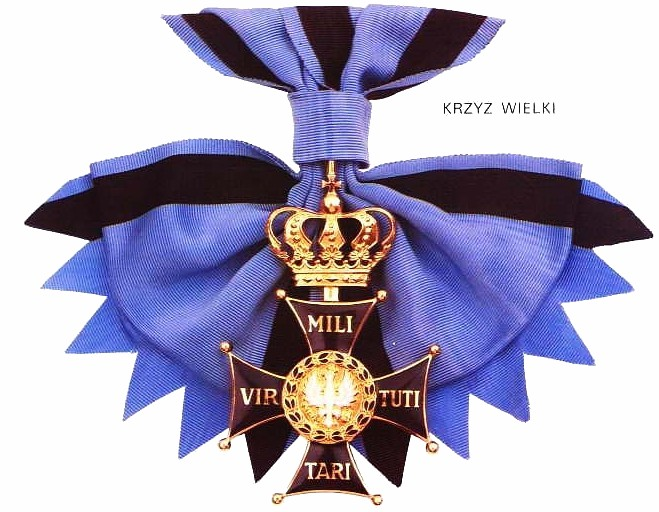
Grand Cross of the Polish Virtuti Militari.

- نيشان بولونيا ريستيتوتا
- نيشان فرسان العقاب الأبيض
- Virtuti Militari

### البرتغال
خطأ لوا: too many expensive function calls.
- Orders
  - Order of Aviz (بالبرتغالية: Ordem Militar de Avis)
  - Order of Business Merit (بالبرتغالية: Ordem do Mérito Empresarial)
    - Category of Agricultural Merit (بالبرتغالية: Classe do Mérito Agrícola)
    - Category of Commercial Merit (بالبرتغالية: Classe do Mérito Commercial)
    - Category of Industrial Merit (بالبرتغالية: Classe do Mérito Industrial)

  - Order of Christ (بالبرتغالية: Ordem Militar de Cristo)
  - Order of the Colonial Empire (بالبرتغالية: Ordem do Imperio)
  - Order of the Immaculate Conception of Vila Viçosa (بالبرتغالية: Ordem de Nossa Senhora da Conceição de Vila Viçosa)
  - وسام الحرية (بالبرتغالية: Ordem da Liberdade)
  - Order of Merit (بالبرتغالية: Ordem do Mérito)
  - نيشان الأمير هنري ((بالبرتغالية: Ordem do Infante D. Henrique))
  - Order of Public Instruction (بالبرتغالية: Ordem da Instrução Pública)
  - Order of Saint Isabel (بالبرتغالية: Ordem da Rainha Santa Isabel)
  - نيشان القديس يعقوب صاحب السيف (بالبرتغالية: Ordem Militar de Sant'Iago da Espada)
  - Order of Saint Michael of the Wing (بالبرتغالية: Ordem de São Miguel da Ala)
  - Order of the Tower and Sword (بالبرتغالية: Torre e Espada)
- Decorations and Medals
  - Aeronautical Merit Medal (بالبرتغالية: Medalha de Mérito Aeronáutico)
  - Afonso Henriques Medal for Army Merit ((بالبرتغالية: Medalha de D. Afonso Henriques - Mérito do Exército))
  - Campaign Service Medal (بالبرتغالية: Medalha da Campanhas)
  - Distinguished Achievement on Operations Medal (بالبرتغالية: Medalha de Promoção por Distinção)
  - Distinguished Service Medal (بالبرتغالية: Medalha de Serviços Distintos)
  - Exemplary Behaviour Medal (بالبرتغالية: Medalha de Comportamento Exemplar)
  - Expeditionary Medal (بالبرتغالية: Medalha de Expedições)
  - Military Merit Medal (بالبرتغالية: Medalha de Mérito Militar)
  - Military Valor Medal (بالبرتغالية: Medalha de Valor Militar)
  - National Defense Medal (بالبرتغالية: Medalha da Defesa Nacional)
  - Navy Cross (بالبرتغالية: Medalha da Cruz Naval)
  - Recognition Medal (بالبرتغالية: Medalha de Reconhecimento)
  - St George's Cross (بالبرتغالية: Medalha da Cruz de São Jorge)
  - War Cross (بالبرتغالية: Medalha da Cruz de Guerra)
  - Wounded in Battle Medal (بالبرتغالية: Medalha de Mutilados)

### قطر
- Order of Merit

### رومانيا
خطأ لوا: too many expensive function calls.
- وسام ميشيل الشجاع
- Order of the Star of رومانيا
- Order of Faithful Service
- National Order for Merit
- Cross of Faithful Service
- Medal of Faithful Service
- National Medal for Merit
- Military Virtue Medal
- Eagle of رومانيا

### روسيا
اللقب الفخري:
- بطل الاتحاد الروسي

Orders:
- نيشان فرسان القديس أندراوس – The highest civil and military award
- خطأ لوا: too many expensive function calls. – The highest military award
- وسام "من أجل الاستحقاق للوطن"
- ترتيب ألكسندر نيفسكي
- وسام الصداقة الروسي
- وسام سوفوروف
- خطأ لوا: too many expensive function calls.
- وسام جوكوف
- وسام كوتوزوف
- وسام ناخيموف
- نيشان الشجاعة
- Order of Military Merit
- Order of Naval Merit
- Order of Honour
- Order of Parental Glory

Crosses:
- صليب القديس جرجس

Medals:
- وسام "من أجل الاستحقاق للوطن"
- Medal For Courage
- خطأ لوا: too many expensive function calls.
- خطأ لوا: too many expensive function calls.
- خطأ لوا: too many expensive function calls.
- Medal of Nesterov
- خطأ لوا: too many expensive function calls.
- Medal Defender of a Free روسيا
- Medal "For Distinction in the Protection of Public Order"
- Medal For Distinction in Protection of the State Borders
- Medal For Life Saving
- Medal "For Work in Agriculture"
- Medal "For the Development of Railways"
- ميدالية الاستحقاق في استكشاف الفضاء
- Medal of the Order of Parental Glory

### رواندا
Orders:
- كيغلي الخامس من رواندا
- Distinguished Conduct Order
- Long Service and Good Conduct Order
- Order of Bravery
- Order of Honour

Medals:
- Campaign Against Genocide Medal
- Defence Superior Service Medal
- Distinguished Service Medal
- Exemplary Performance Medal
- National Liberation Medal
- Peace Support Operation Medal

### سانت لوسيا
- وسام سانت لوسيا

### ساموا
- Order of Merit of Samoa

### سان مارينو
- خطأ لوا: too many expensive function calls.
- Order of San Marino

### المملكة العربية السعودية
- وسام عبدالعزيز آل سعود
- ميدالية تحرير الكويت

### السنغال
- خطأ لوا: too many expensive function calls.
- خطأ لوا: too many expensive function calls.

### صربيا
خطأ لوا: too many expensive function calls.
Orders:
1. Order of the Republic of صربيا (2 Classes)
2. Order of the صربياn Flag (3 Classes)
3. Feast of the Presentation Order (3 Classes)
4. Order of the Karađorđe's Star (3 Classes)
5. Order of the White Eagle with Swords (3 Classes)
6. Order of Merits in Defense and Security (3 Classes)

Medals:
1. Medal for Bravery (2 Classes: Golden and Silver medal)
2. Medal for Merits (2 Classes: Golden and Silver medal)
3. Medal for Merits in Defense and Security (2 Classes: Golden and Silver medal)

### جمهورية سيرا ليون
- خطأ لوا: too many expensive function calls.
- Order of the Rokel
- Sierra Leone Independence Medal

### سنغافورة
خطأ لوا: too many expensive function calls.
- خطأ لوا: too many expensive function calls.
- نيشان تيماسك

### سلوفاكيا
خطأ لوا: too many expensive function calls.

### سلوفانيا
خطأ لوا: too many expensive function calls.

### جزر سليمان
- Star of the Solomon Islands
- خطأ لوا: too many expensive function calls.

### الصومال
- وسام النجمة الصومالية

### جنوب أفريقيا
خطأ لوا: too many expensive function calls.

### الاتحاد السوفياتي
خطأ لوا: too many expensive function calls.
الألقاب الفخرية:
- بطل العمل الاشتراكي
- بطل الاتحاد السوفيتي

Orders:
- وسام لينين
- وسام الانتصار
- وسام الراية الحمراء
- وسام النجمة الحمراء
- وسام الحرب الوطنية
- ترتيب ألكسندر نيفسكي
- وسام سوفوروف
- وسام كوتوزوف
- Order of Bogdan Khmelnitsky
- نيشان المجد[الإنجليزية]
- Order of Ushakov
- وسام ناخيموف
- نيشان خدمة الوطن في القوات المسلحة السوفيتية
- ترتيب الصداقة بين الشعوب
- وسام الراية الحمراء من حزب العمال
- وسام شارة الشرف
- Order of Maternal Glory
- وسام ثورة أكتوبر
- نيشان مجد العمل[الإنجليزية]
- نيشان الشجاعة الشخصية

### إسبانيا

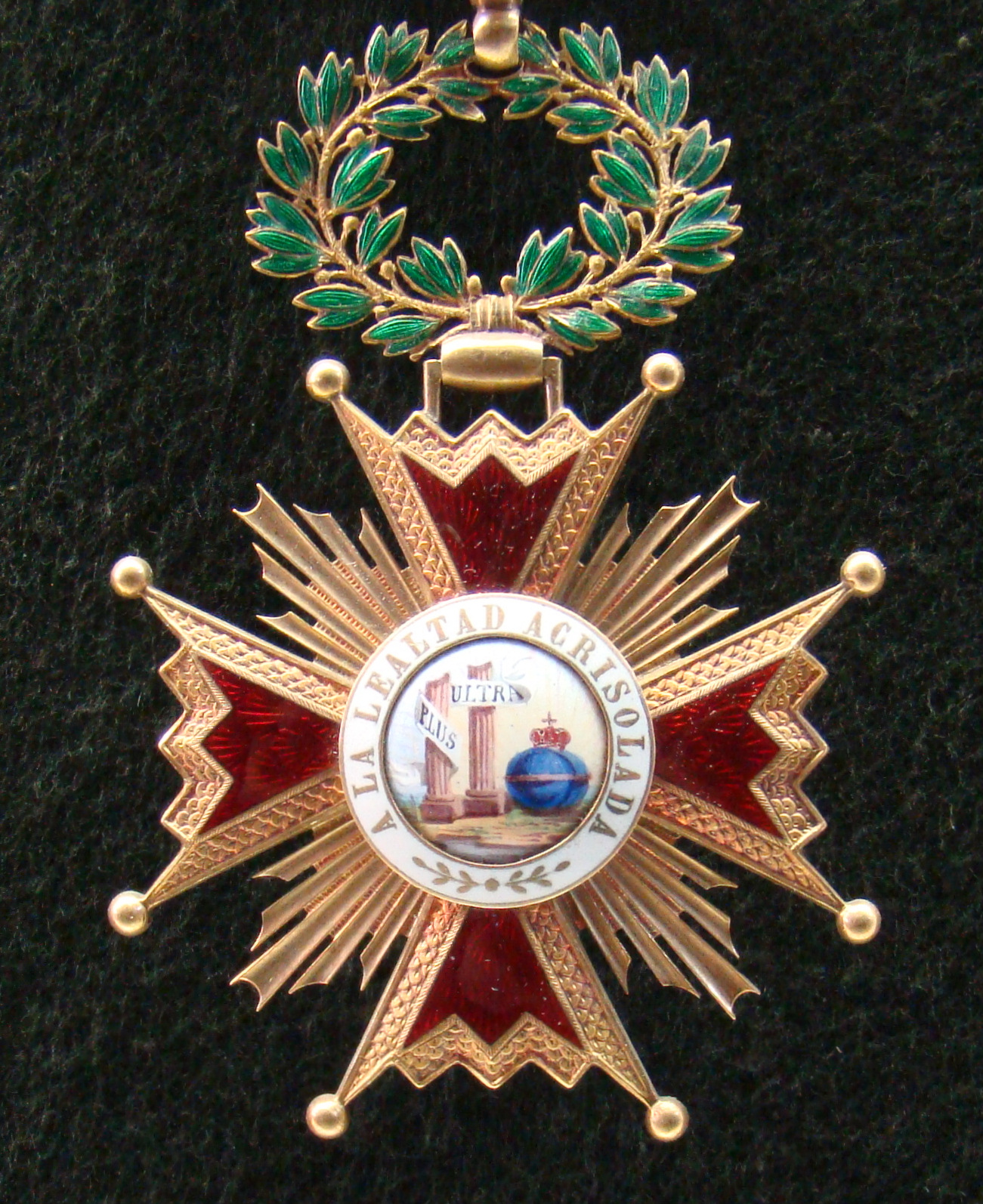
Insignia of the Spanish Order of Isabella the Catholic.

- خطأ لوا: too many expensive function calls.
- Order of Alcántara
- فرسان قلعة رباح
- نيشان كارلوس الثالث
- وسام إيزابيلا الكاثوليكية
- فرسان سانتياغو
- ترتيب الصوف الذهبي

### سري لانكا
خطأ لوا: too many expensive function calls.
- Deshamanya
- Sri Lankabhimanya

خطأ لوا: too many expensive function calls.
Military gallantry awards:
- Parama Weera Vibhushanaya
- Rana Wickrama Padakkama
- Rana Sura Padakkama
- Weerodara Vibhushanaya
- Weera Wickrama Vibhushanaya

Military distinguished service awards:
- Sri Lanka Armed Services Long Service Medal
- Uttama Seva Padakkama
- Videsha Seva Padakkama
- Vishista Seva Vibhushanaya

### السودان
- وسام النيلين

### سورينام
- Order of Merit
- Honorary Order of the Yellow Star
- Honorary Order of the Palm

### سوازيلاند
- Royal Order of Sobhuza II

### السويد
- وسام النجم القطبي الملكي السويدي
- نيشان السيف
- Order of Vasa
- وسام سيرافيم

### سوريا
Honorary title:
- Hero of the Republic

Orders:
- Order of Bravery
- وسام الاستحقاق السوري
- Order of Devotion
- Order of Military Honour
- Order of Military Merit
- Order of the Syrian Family
- Order of Ummayad Syria
- Order of Wounded

### طاجيكستان
- Order of the Sitorai of the President of Tajikistan

### تنزانيا
- Order of the Declaration of Arusha
- Order of the Torch of Kilimangiaro

### تايلند
خطأ لوا: too many expensive function calls.
- National Artist of تايلند

### تيمور الشرقية
- Order of Timor-Leste
- خطأ لوا: too many expensive function calls.
- خطأ لوا: too many expensive function calls.

### توغو
- Order of Mono

### تونغا
- خطأ لوا: too many expensive function calls.

### ترينيداد وتوباغو
خطأ لوا: too many expensive function calls.
- خطأ لوا: too many expensive function calls.
- Trinity Cross
- Chaconia Medal
- خطأ لوا: too many expensive function calls.

### تونس
- National Service Order
- نيشان الافتخار
- Order of Academic Merit
- Order of Artisan Merit
- Order of Cultural Merit
- Order of Educational Merit
- Order of Sports Merit
- وسام الجمهورية (تونس)

### تركيا
State medals:
- خطأ لوا: too many expensive function calls. (Devlet Üstün Hizmet Madalyası)
- State Medal of Honor (Devlet Şeref Madalyası)
- State Medal of Pride (Devlet Övünç Madalyası)
- State Medal of War (Devlet Savaş Madalyası)

State orders:
- Order of Merit (Liyakat Nişanı)
- نيشان الدولة للجمهورية التركية (Devlet Nişanı)
- خطأ لوا: too many expensive function calls. (Cumhuriyet Nişanı)

Military medals:
- Turkish Armed Forces Medal of Achievement (TSK Başarı Madalyası)
- Turkish Armed Forces Medal of Distinguished Courage and Self-Sacrifice (TSK Üstün Cesaret ve Feragat Madalyası)
- Turkish Armed Forces Medal of Distinguished Service (TSK Üstün Hizmet Madalyası)
- Turkish Armed Forces Medal of Honor (TSK Şeref Madalyası)
- Turkish Armed Forces Medal of Merit (TSK Liyakat Madalyası)
- Turkish Armed Forces Medal of Pride in Service (TSK Hizmet Övünç Madalyası)

Military orders:
- Turkish Armed Forces Order of Honor (TSK Şeref Nişanı)
- Turkish Armed Forces Order of Merit (TSK Liyakat Nişanı)
- Turkish Armed Forces Order of Pride (TSK Övünç Nişanı)

Former decorations:
- خطأ لوا: too many expensive function calls. (İstiklal Madalyası)

### تركمانستان
- Hero of Turkmenistan – Honorary title
- Watan Order

### أوغندا
- The Most Excellent Order of the Pearl of Africa
- The Excellent Order of the Pearl of Africa
- The Distinguished Order of the Nile

Bunyoro Kingdom:
- Royal Order of the Omujwaara Kondo
- Royal Order of the Engabu
- Most Honorable Order of Omukama Chwa II Kabalega
- Hall of Fame of the Bunyoro-Kitara Kingdom
- Medal of Honor of ARKBK

### أوكرانيا

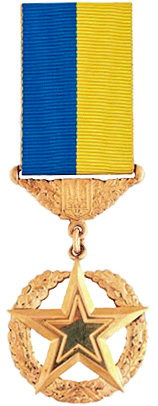
Order of the Golden Star of the Hero of Ukraine decoration.

Honorary title:
- بطل أوكرانيا

Orders:
- Order For Courage
- خطأ لوا: too many expensive function calls.
- وسام الاستحقاق
- Order of Princess Olga
- Order of the Nation

### الإمارات العربية المتحدة
- Order of Nahayyan (Abu Dhabi)
- وسام زايد
- Police Order of Bravery (Dubai)

### المملكة المتحدة
خطأ لوا: too many expensive function calls.
خطأ لوا: too many expensive function calls.
- Commonwealth realms orders and decorations
  - وسام القديس مايكل والقديس جورج
  - فرسان الرباط (KG)
  - وسام الملكي الفيكتوري
  - صليب فيكتوريا (VC)

### الولايات المتحدة
خطأ لوا: too many expensive function calls.
- ميدالية الكونغرس الذهبية

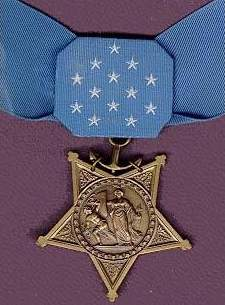
وسام الشرف الأمريكي.

- المواطنة الفخرية للولايات المتحدة الأمريكية
- وسام الإستحقاق (الأمريكي)
- ميدالية الشرف
- وسام الحرية الرئاسي
- وسام القلب الأرجواني

### أوروغواي
- Order of Military Merit of the Companions of Artigas
- خطأ لوا: too many expensive function calls.

### أوزبكستان
- خطأ لوا: too many expensive function calls. – Honorary title
- Mustaqillik Order
- Order of Dustlik
- Order of Shon Sharaf

### فانواتو
- جائزة فانواتو

### فنزويلا
- Military Order of General José Antonio Paez
- Military Order of General Rafael Urdaneta
- Order of Bolivar
- نيشان فرانسيسكو دي ميراندا
- نيشان المحرر
- Order of the Star of Carabobo

### فيتنام
خطأ لوا: too many expensive function calls.
- Honorary titles:
  - خطأ لوا: too many expensive function calls.
  - Hero of the People's Armed Forces
  - خطأ لوا: too many expensive function calls.
- Orders:
  - Bravery Order
  - نيشان الدفاع عن الوطن
  - خطأ لوا: too many expensive function calls.
  - نيشان الصداقة
  - نيشان النجمة الذهبية
  - Great National Unity Order
  - نيشان هو تشي منه
  - خطأ لوا: too many expensive function calls.
  - Labor Order
  - نيشان الإنجاز العسكري
- Medals:
  - Determined to Win Military Flag Medal
  - For National Security Medal
  - Friendship Medal
  - Glorious Fighter Medal

### اليمن
- وسام سبأ اليمني
- وسام مأرب اليمني

### يوغوسلافيا
Socialist Federal Republic of Yugoslavia:
خطأ لوا: too many expensive function calls.
Federal Republic of Yugoslavia:
خطأ لوا: too many expensive function calls.

### زامبيا
- خطأ لوا: too many expensive function calls.

### زيمبابوي
خطأ لوا: too many expensive function calls.

## متنوعات

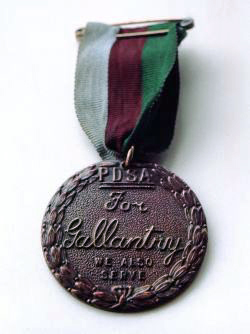
The Dickin Medal.

- All-America City Award – للمجتمعات التي يعمل مواطنوها معاً لتحديد التحديات التي يواجهها ذلك المجمتمع.)
- رجل العام - حسب تصويت قرّاء مجلة «ذي تشاب»[6]
- ميدالية ديكين - تمنح للحيوانات التي تُظهر شهامة واضحة وتفانٍ في الواجب أثناء الخدمة أو الحيوانات التي تعمل في أي فرع من فروع القوات المسلحة ووحدات الدفاع المدني
- حانة العام- جائزة سنوية تمنح للحانات المتميّزة حسب تصويت قراء مجلة «إيفنينغ ستاندرد» اللندنية
- موسوعة غينيس للأرقام القياسية – للأرقام القياسية على مستوى العالم
- وسام الإبتسامة – تقدم من الأطفال للبالغين المتميّزين في حبهم وراعيتهم ومساعدتهم للأطفال
- مدخّن الغليون للعام - تمنح للأفراد المشهورين بتدخين الغليون (مجلس مدخني الغليون البريطانيين)

## الأمم المتحدة
- General Assembly
  - United Nations Service Medal for Korea
  - ميدالية داغ همرشولد
  - Peace Medal of the Third World
  - United Nations Association of استراليا (Queensland) Community Award
  - United Nations Emergency Force Medal
  - جائزة الأمم المتحدة في مجال حقوق الإنسان
  - خطأ لوا: too many expensive function calls.
  - United Nations Special Service Medal
- UNESCO
  - يونسكو
  - خطأ لوا: too many expensive function calls.
  - جوائز لوريال-اليونسكو للمرأة في العلوم
  - UNESCO King Sejong Literacy Prize
  - جائزة اليونسكو كونفوشيوس للتحصيل
  - UNESCO/Emir Jaber al-Ahmad al-Jaber al-Sabah Prize
  - UNESCO/Hamdan Bin Rashid Al-Maktoum Prize
  - جائزة كالينغا
  - UNESCO/Institut Pasteur Medal
  - جائزة السلطان قابوس لحماية البيئة
  - Great Man-Made River International Water Prize
  - Michel Batisse Award for Biosphere Reserve Management
  - UNESCO/Bilbao Prize for the Promotion of a Culture of Human Rights
  - جائزة اليونسكو لتعليم السلام
  - UNESCO-Madanjeet Singh Prize
  - International José Martí Prize
  - Avicenna Prize
  - Juan Bosch Prize
  - Sharjah Prize for Arab Culture
  - Melina Mercouri International Prize
  - IPDC-UNESCO Prize for Rural Communication
  - جائزة اليونسكو/غييرمو كانو العالمية لحرية الصحافة
  - سجل ذاكرة العالم
- الأمم المتحدة-HABITAT
  - UN Habitat Scroll of Honor Award
- World Meteorological Organization (WMO)
  - Professor Dr Vilho Väisälä Award
  - جائزة المنظمة العالمية للأرصاد الجوية
  - Norbert Gerbier-MUMM International Award
  - WMO Research Award for Young Scientists

## Mock prizes
- خطأ لوا: too many expensive function calls. – To authorities, companies, organizations, and persons that have been acting particularly and consistently to threaten or violate people's privacy, or disclosed people's personal data to third parties
- Bulwer–Lytton Fiction Contest – For composing the opening sentence to the worst of all possible novels (English Department of the جامعة سان هوزيه)
- جوائز داروين – The Darwin Awards "commemorate individuals who protect our gene pool by making the ultimate sacrifice of their own lives"
- جائزة القدم في الفم – For "a baffling comment by a public figure" (Plain English Campaign)
- جائزة التوتة الذهبية – To the worst in film. Also known as the Razzies (Golden Raspberry Award Foundation)
- خطأ لوا: too many expensive function calls. – To films judged as poor in quality, and to directors and actors judged to have created a chronically inept body of work (Michael Medved and Harry Medved)
- جائزة إيج نوبل – Awarded annually for ten unusual or trivial achievements in scientific research (Annals of Improbable Research)
- خطأ لوا: too many expensive function calls. – To the author who produces the worst description of a sex scene in a novel (Literary Review)
- Naomi Awards – To "outstandingly bad" music acts (Music Choice)

## بعد الوفاة
- ميدالية داغ همرشولد - لأفراد الجيش والشرطة، أو المدنيين الذين يفقدون حياتهم أثناء خدمتهم في عملية حفظ السلام للأمم المتحدة (الأمم المتحدة)

## العلوم والتكنولوجيا

### المجالات العامة والمتنوعة

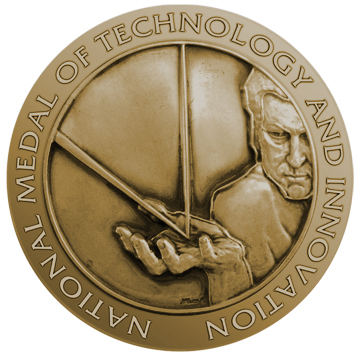
الميدالية الأمريكية الوطنية للتكنولوجيا والابتكار

- جائزة ألبرت أينشتاين العالمية للعلوم – True benefit and well being to mankind (المجلس الثقافي العالمي)
- ميدالية ألكسندر أغاسيز – A medal and a prize of US$15,000 awarded every three years for original contribution in the science of oceanography (الأكاديمية الوطنية للعلوم)
- Aristeion Bodossaki (Bodossaki Foundation)
- Arthur B. Guise Medal – For eminent achievement in the advancement of the science and technology of fire protection engineering (Society of Fire Protection Engineers)
- Automotive X Prize – Super-efficient vehicle design competition[7]
- جائزة بلزان – International prize for humanities, natural sciences and culture, as well as humanitarian endeavours for peace
- Bartolozzi Prize (الاتحاد الرياضياتي الإيطالي)
- Berthold Leibinger Innovationspreis – Biennial international award for applied laser technology (Berthold Leibinger Stiftung)
- Bodossaki Foundation Academic Prizes (Bodossaki Foundation)
- Caccioppoli Prize (Italian Mathematical Union)
- خطأ لوا: too many expensive function calls. (بي أن سي للخدمات المالية ديلاوير)
- وسام كوبلي – علوم فيزيائية and the علم الأحياء (الجمعية الملكية of London)
- جائزة كرافورد – Astronomy, biosciences, geosciences, mathematics, and polyarthritis research (الأكاديمية الملكية السويدية للعلوم)
- جائزة دان ديفيد – Three prizes of US$1 million each honouring outstanding achievement in the arts, sciences and humanities.
- خطأ لوا: too many expensive function calls. – Prize established in 1831 for humanities and natural sciences and annually awarded to روسياn scientists in ييكاتيرينبرغ، روسيا
- Global Security Challenge – Awards over $500,000 US Dollar annually to the most promising security technologies. Co-hosted by the كلية لندن للأعمال
- جائزة غوتفريد ويلهلم ليبنز
- Governor's Award (Albania)
- الجمعية الملكية النرويجية للعلوم والآداب – كرونة نروجية 1 million prize honouring scientists in the field of "sustainable development globally".
- Harold Brown Award – Presented annually to a person who demonstrates significant achievement in research and development that led to a substantial improvement in the operational effectiveness of the القوات الجوية الأمريكية
- Harry C. Bigglestone Award – Given annually to the paper appearing in Fire Technology journal that best represents excellence in the communication of fire protection concepts
- Harry Oppenheimer Fellowship Award
- جائزة هارفي (جامعة تخنيون in إسرائيل)
- Ho-Am Prize – كورياn awards for the development of science and culture and enhancement of the welfare of mankind
- خطأ لوا: too many expensive function calls. – For distinction in exploration, discovery, and research (جمعية ناشونال جيوغرافيك)
- جائزة هومبولت
- جائزة اليابان
- خطأ لوا: too many expensive function calls.
- جائزة جون ج. كارتي لتقدم العلوم (الأكاديمية الوطنية للعلوم)
- جائزة كافلي
- جائزة كيوتو (خطأ لوا: too many expensive function calls.)
- جائزة لاسكر-بلومبرغ للخدمة العامة (جوائز لاسكر)
- جائزة لينين – Formerly awarded to Soviet citizens for achievements in arts and letters, cinema, mathematics, sciences, and other disciplines
- ميدالية لومونوسوف الذهبية – علوم طبيعية and the إنسانيات (الأكاديمية الروسية للعلوم)
- خطأ لوا: too many expensive function calls.– Theoretical and mathematical physicists (Electronic Journal of Theoretical Physics)
- جائزة مارسيل بينواست – For علم and the إنسانيات (سويسرا)
- قلادة العلوم الوطنية الأمريكية – To scientists and engineers in behavioral and social sciences, biology, chemistry, engineering, mathematics, and physics (President of the United States on recommendation of the مؤسسة العلوم الوطنية الأمريكية)
- القلادة الوطنية للتكنولوجيا والابتكار – تمنح للمخترعين والمبتكرين الأمريكيين الذين قدموا إسهامات كبيرة لتطوير تكنولوجيا جديدة ومهمة.
- Nicholas Appert Award – For lifetime contributions to تكنولوجيا الغذاء (Institute of Food Technologists)
- جائزة نيرنبرغ[الإنجليزية] for Science in the Public Interest – Annual, $25,000
- خطأ لوا: too many expensive function calls. – For significant advances in science by Nigerians living at home and/or abroad Annual, $100,000
- جائزة نوبل في العلوم الاقتصادية (الأكاديمية الملكية السويدية للعلوم)
- جائزة المستقبل الخالي من الأسلحة النووية – Awarded annually
- ميدالية أوتو هان – Awarded annually (جمعية ماكس بلانك)
- خطأ لوا: too many expensive function calls. in Gold – Awarded in Berlin by the جمعية الأمم المتحدة of Germany
- جائزة بيسوا – To البرتغال citizens for achievements in الفنون، أدب or علم.
- جائزة فاي بيتا كابا في العلوم[الإنجليزية] – Awarded annually for science books
- جائزة أمير أستورياس – علم، علاقات عامة، and the إنسانيات (فيليبي أمير أستورياس)
- جائزة الأمير سلطان بن عبد العزيز الدولية للمياه – Bi-annual international prize for water-related research
- جائزة روميلهارت – For contributions to the theoretical foundations of human cognition
- وسام رمفورد – Restricted to scientists working in Europe (الجمعية الملكية)
- جائزة رامفورد (الأكاديمية الأمريكية للفنون والعلوم)
- خطأ لوا: too many expensive function calls. (Royal Society of نيوزيلندا)
- جائزة الأمن في الصوت – For excellence in hearing loss prevention
- جائزة شو
- Stampacchia Medal (Italian Mathematical Union)
- State Science and Technology Prizes – The highest award granted for science and technology in China
- جائزة فانيفار بوش – Welfare of mankind and the nation (مؤسسة العلوم الوطنية الأمريكية)
- Wayne B. Nottingham Prize – Awarded annually for outstanding doctoral research in علم السطوح
- Werner von Siemens Ring – Tributes to persons who have promoted the technical sciences

### الزراعة
- Borlaug Award
- جائزة وولف في الزراعة (مؤسسة وولف)
- جائزة الغذاء العالمية

### علم الفلك

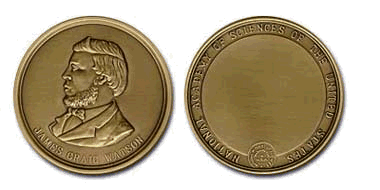
The James Craig Watson Medal.

- خطأ لوا: too many expensive function calls. (الجمعية الفلكية في منطقة المحيط الهادئ)
- وسام بروس (الجمعية الفلكية في منطقة المحيط الهادئ)
- جائزة دانيال هاينمان للفيزياء الفلكية – فيزياء فلكية (الجمعية الفلكية الأمريكية and the المعهد الأميريكي للفيزياء)
- جائزة جورج فان بيسبروك[الإنجليزية] – علم الفلك (الجمعية الفلكية الأمريكية)
- الميدالية الذهبية للجمعية الفلكية الملكية – علم الفلك (الجمعية الفلكية الملكية of England)
- خطأ لوا: too many expensive function calls. – (مؤسسة جروبر)
- ميدالية جيمس كريغ واتسون – علم الفلك (الأكاديمية الوطنية للعلوم)
- جائزة كافلي (الأكاديمية النرويجية للعلوم والآداب)
- جائزة كلومبي-روبرتس (الجمعية الفلكية في منطقة المحيط الهادئ)
- Lalande Prize – Awarded from 1802 through 1970 (الأكاديمية الفرنسية للعلوم)
- Robert J. Trumpler Award (الجمعية الفلكية في منطقة المحيط الهادئ)

### الطيران وتكنولوجيا الفضاء
- America's Space Prize

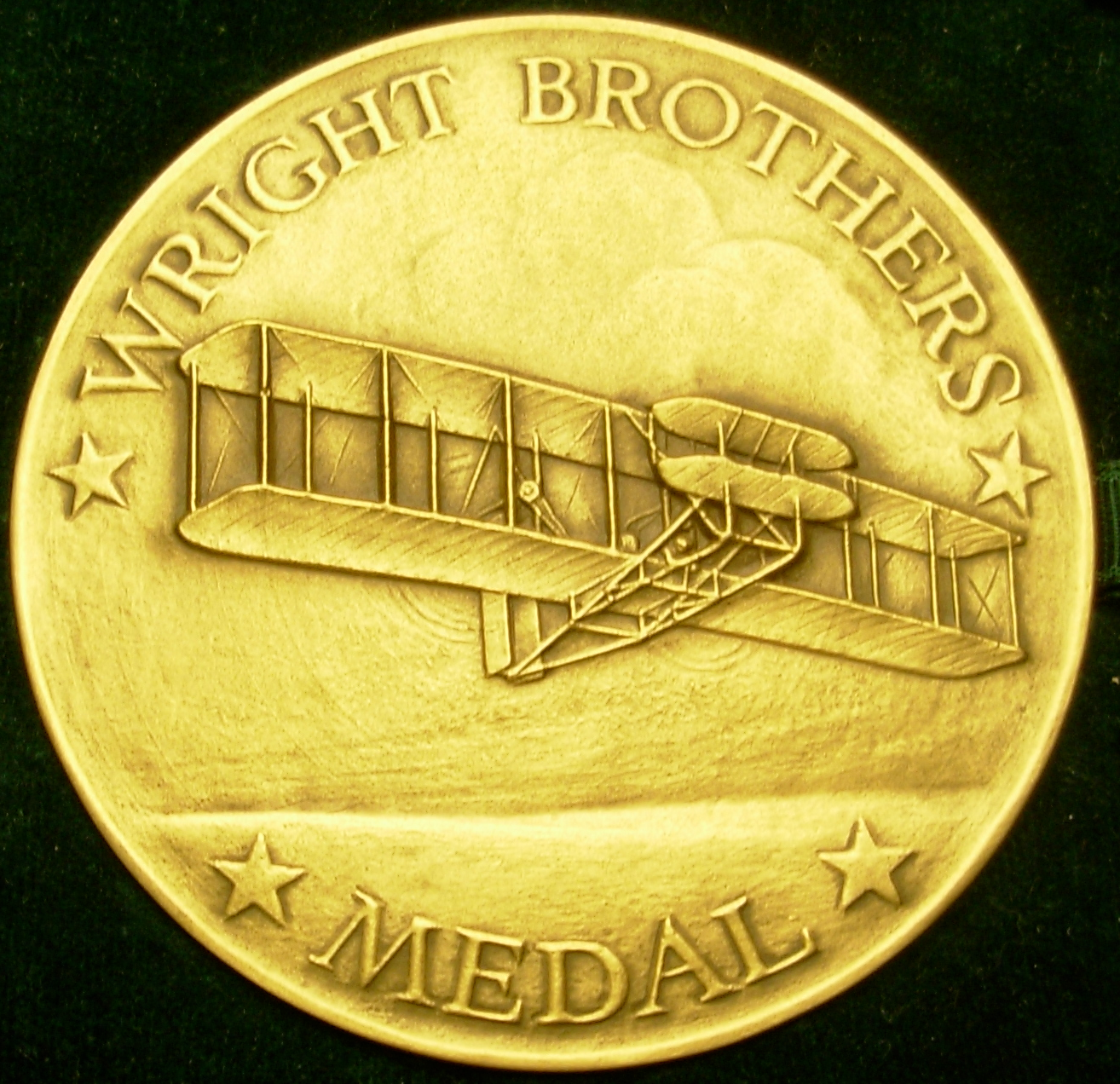
The Wright Brothers Medal.

- Ansari X Prize – Private suborbital spaceflight, won by Mojave Aerospace Ventures
- كأس كولير – هي جائزة سنوية في مجال الطيران.
- الاتحاد الدولي للرياضات الهوائية – Medals and diplomas for outstanding contributions to aeronautics and astronautics, especially in the field of sporting aviation (الاتحاد الدولي للرياضات الهوائية)[8]
- خطأ لوا: too many expensive function calls. – Early aviation award for record breaking non-stop flights
- جائزة جوجل أكس القمرية – For successfully launching, landing, and operating a rover on the lunar surface
- خطأ لوا: too many expensive function calls.
- جائزة حرمون[الإنجليزية]
- Heinlein Prize for Advances in Space Commercialization
- Kremer prizes – خطأ لوا: too many expensive function calls.
- N-Prize – For successfully launching a low-mass Earth-orbiting satellite on a tightly limited budget
- ناسا Centennial Challenges
- Orteig Prize – Aviation for trans-atlantic crossing, won by تشارلز لندبرغ
- Polaris Award
- Sikorsky Prize – هليكوبتر تعمل بالطاقة البشرية
- UAV Outback Challenge – Current autonomous unmanned aerial vehicle award
- Wright Brothers Medal
- Lindbergh Electric Aircraft Prize – LEAP (won in 2011 by Electra One and its solar panel-roofed hangar, of the German company ProAero).

### علم الاحياء
- Clarke Medal – For distinguished work in the علوم طبيعية (Royal Society of New South Wales, أستراليا)
- حياة الطير أستراليا – علم الطيور (Royal Australasian Ornithologists Union)
- ميدالية إي بي ويلسون
- Franklin Award – For open access in علم الأحياء (Bioinformatics Organization)
- الجائزة العالمية للمواطن البيئي[الإنجليزية] (Harvard Medical School Center for Health and the Global Environment)
- جائزة انديانابوليس – علم أحياء الانحفاظ (Indianapolis Zoo)
- جائزة إنفوسيس – Biology, biotechnology, medicine, and agriculture (إنفوسيس)
- الجائزة الدولية لعلم الأحياء؛ Biology, Japan.
- حياة الطير أستراليا – علم الطيور (Royal Australasian Ornithologists Union)
- جائزة لويزا غروس هورويتز – Biology and biochemistry (جامعة كولومبيا)
- جائزة لوي وألدن ميلر للأبحاث[الإنجليزية] – علم الطيور (Cooper Ornithological Society)
- خطأ لوا: too many expensive function calls.
- جائزة اوفرتون in Computational Biology
- جائزة سلمان واكسمان في علوم الأحياء الجزيئية

### الكيمياء
- Alfred Stock Memorial Prize – For "outstanding independent scientific experimental investigation in the field of inorganic chemistry" (German Chemical Society)
- Fritz Pregl Prize – كيمياء (النمساn Academy of Sciences)
- ميدالية غلين سيبورغ[الإنجليزية] – كيمياء and كيمياء حيوية (جامعة كاليفورنيا، لوس أنجلوس)
- جائزة إنفوسيس – Physics, chemistry, and Earth science (إنفوسيس)
- Kołos Medal (جامعة وارسو and the Polish Chemical Society)
- جائزة لويزا غروس هورويتز – Biochemistry (جامعة كولومبيا)
- NAS Award for Chemistry in Service to Society (الأكاديمية الوطنية للعلوم)
- جائزة نوبل في الكيمياء (الأكاديمية الملكية السويدية للعلوم)
- Otto Hahn Prize – Awarded by the الجمعية الكيميائية الألمانية، the الجمعية الفيزيائية الألمانية and the City of فرانكفورت
- ميدالية بيركن[الإنجليزية] (الجمعية الكيميائية الأمريكية)
- قلادة بريستلي – كيمياء (الجمعية الكيميائية الأمريكية)
- Williams-Wright Award for contributions to analytical spectroscopy (Coblentz Society)
- جائزة وولف في الكيمياء (مؤسسة وولف)

### الطاقة
- Energy Globe Awards

### الهندسة، وعلوم الكمبيوتر، الاختراع، والتكنولوجيا
- رابطة مكائن الحوسبة جائزة تورنغ
- Alfred Noble Prize
- Anton Tedesko Medal
- ميدالية الجمعية الأمريكية للمهندسين الميكانيكيين (الجمعية الأمريكية للمهندسين الميكانيكيين)
- ASTM International Award of Merit (الجمعية الأمريكية لاختبار المواد)
- جائزة تشارلز ستارك درابر
- Codie award
- Donald E. Walker Distinguished Service Award
- جائزة الرواد لمؤسسة التخوم الإلكترونية
- جائزة إلمر سبيري (الجمعية الأمريكية للمهندسين الميكانيكيين)
- Emerging Leaders of the Digital World (Diplo Foundation)
- جائزة إنريكو فيرمي – For lifetime achievement in the development, use, or production of energy
- وسام فاراداي[الإنجليزية] – Notable scientific or industrial achievement in engineering or for conspicuous service rendered to the advancement of science, engineering and technology
- FSF Free Software Awards
- Gerard Salton Award
- Gibbs Brothers Medal – هندسة معمارية بحرية، دفع بحري (الأكاديمية الوطنية للعلوم)
- جائزة جودل – For outstanding papers in theoretical computer science
- جائزة هيربراند[الإنجليزية] – For outstanding contributions to the field of خطأ لوا: too many expensive function calls.
- جمعية مهندسي الكهرباء والإلكترونيات خطأ لوا: too many expensive function calls.
- جمعية مهندسي الكهرباء والإلكترونيات وسام إديسون – A gold medal for achievement in electrical science, engineering, or arts
- جمعية مهندسي الكهرباء والإلكترونيات John von Neumann Medal
- جمعية مهندسي الكهرباء والإلكترونيات خطأ لوا: too many expensive function calls.
- جمعية مهندسي الكهرباء والإلكترونيات خطأ لوا: too many expensive function calls. – For electric power
- جمعية مهندسي الكهرباء والإلكترونيات وسام ريتشارد هامينغ
- IJCAI خطأ لوا: too many expensive function calls.
- جائزة إنفوسيس – All branches of engineering (إنفوسيس)
- J.W. Graham Medal – For computing and innovation
- Knuth Prize
- دونالد كانوث خطأ لوا: too many expensive function calls.
- خطأ لوا: too many expensive function calls.
- جائزة لوبنر – For artificial intelligence that can pass a Turing test
- Longitude prize – For precise determination of a ship's طول جغرافي
- قلادة لوفلايس[الإنجليزية] – (جمعية الحاسبات البريطانية)
- جائزة ماركوني – For advancements in اتصال عن بعد
- جائزة الألفية للتكنلوجيا – For outstanding technological achievements
- قلادة مونتباتن[الإنجليزية]
- Netflix Prize
- Newton Faller Award (Brazilian Computer Society)
- Norbert Wiener Award for Social and Professional Responsibility
- Otto Hahn Prize – Awarded by the الجمعية الكيميائية الألمانية، the الجمعية الفيزيائية الألمانية and the City of فرانكفورت
- خطأ لوا: too many expensive function calls.
- خطأ لوا: too many expensive function calls. (ASCE)
- ميدالية تيموشينكو (الجمعية الأمريكية للمهندسين الميكانيكيين)
- Tony Kent Strix award

### البيئة
- جائزة السلطان قابوس لحماية البيئة
- UNEP Sasakawa Prize
- Virgin Earth Challenge
- جائزة زايد الدولية للبيئة

### علم الجغرافية

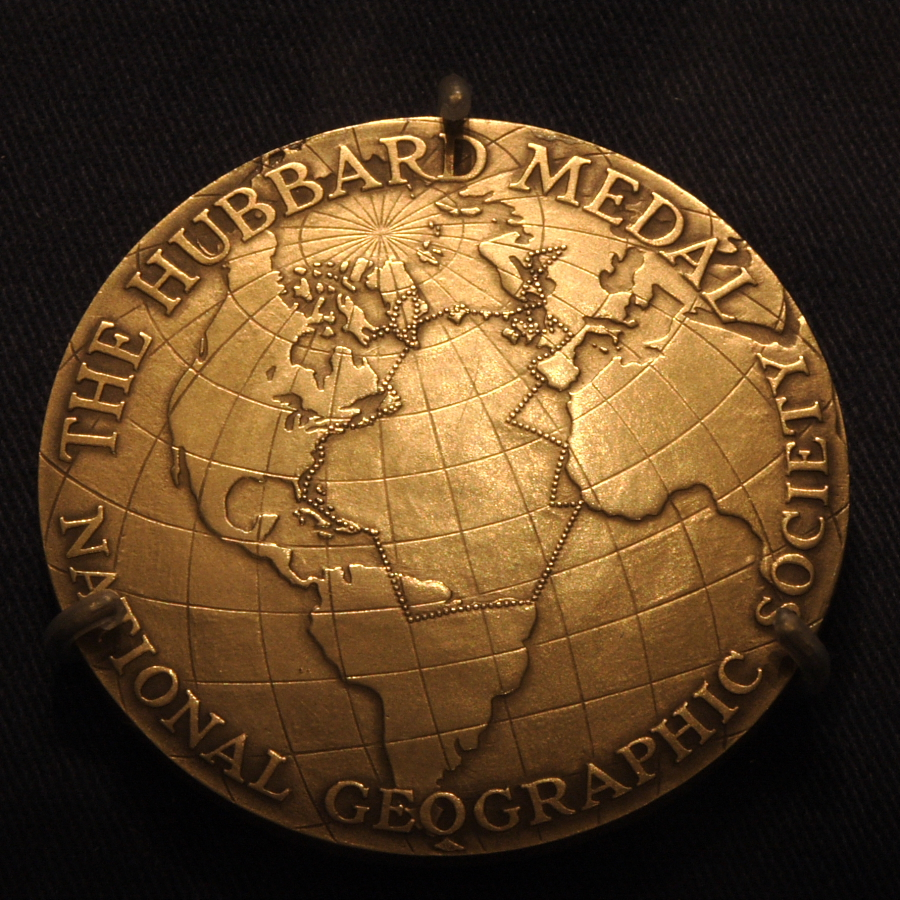
Anne Morrow Lindbergh's customized Hubbard Medal showing her flight route.

- الميدالية الذهبية – For the encouragement and promotion of geographical science and discovery (الجمعية الجغرافية الملكية)
- Fuchs Medal (خطأ لوا: too many expensive function calls.)
- خطأ لوا: too many expensive function calls. (جمعية ناشونال جيوغرافيك)
- جائزة فاوترين لود – Awarded by an international jury at the annual International Geography Festival in Saint-Dié-des-Vosges
- Mungo Park Medal (المجتمع الجغرافي الملكي الإسكتلندي[الإنجليزية])
- خطأ لوا: too many expensive function calls. – For the greatest contribution to geographical science (الجمعية الجغرافية الملكية)
- Victoria Medal – For conspicuous merit in research in geography (الجمعية الجغرافية الملكية)

### الجيولوجيا
- Aberconway Medal (جمعية لندن الجيولوجية)
- Ambrose Medal (Geological Association of Canada)
- ميدالية آرثر داي (خطأ لوا: too many expensive function calls.)
- Charles Doolittle Walcott Medal – عصر ما قبل الكمبري (الأكاديمية الوطنية للعلوم)
- E. R. Ward Neale Medal (Geological Association of Canada)
- ميدالية لوغان[الإنجليزية] (Geological Association of Canada)
- Lyell Medal (جمعية لندن الجيولوجية)
- Murchison Medal (جمعية لندن الجيولوجية)
- Penrose Medal (خطأ لوا: too many expensive function calls.)
- Prestwich Medal (جمعية لندن الجيولوجية)
- R. J. W. Douglas Medal – جيولوجيا النفط (Canadian Society of Petroleum Geologists)
- Sue Tyler Friedman Medal (جمعية لندن الجيولوجية)
- Thorarinsson Medal – علم البراكين
- ميدالية ويليام هنري توينهوفل[الإنجليزية] – علم الرواسب (خطأ لوا: too many expensive function calls.)
- William Smith Medal (جمعية لندن الجيولوجية)
- ميدالية ولاستون (جمعية لندن الجيولوجية)
- Yves Fortier Earth Science Journalism Award (Geological Association of Canada)

### العلوم الصحية
- جائزة ألبرت لاسكر للأبحاث الطبية الأساسية (جوائز لاسكر)[9]
- خطأ لوا: too many expensive function calls. (Orthodontic Technicians Association)
- Archon X Prize (X Prize Foundation)
- British Orthodontic Society Award to an Orthodontic Technician for Distinguished Service (British Orthodontic Society together with the Orthodontic Technicians Association)
- British Orthodontic Society Technicians Award (British Orthodontic Society together with the Orthodontic Technicians Association)
- دانون
- جائزة مؤسسة غيردنر العالمية (Canada)[9]
- Hideyo Noguchi Africa Prize (Japan)[9]
- خطأ لوا: too many expensive function calls. (established in 1993, international)
- جائزة كيو للعلوم الطبية (Japan)[9]
- خطأ لوا: too many expensive function calls. (مؤسسة سوزان ج. كومن لمكافحة سرطان الثدي)
- جائزة لاسكر-دبغي للأبحاث الطبية السريرية (جوائز لاسكر)[9]
- جائزة لويزا غروس هورويتز (الولايات المتحدة)[9]
- جائزة مارسيل لينسمان (بلجيكا)
- Marjory Stephenson Prize (Society for General Microbiology)
- جائزة نوبل في الطب أو علم وظائف الأعضاء (معهد كارولنسكا)[9]
- جائزة بول إرليخ ولودفيج دارمشتيتر (ألمانيا)
- جائزة روبرت كوخ للعلوم (ألمانيا)
- جائزة روبرت نوبل (National Cancer Institute of Canada)
- جائزة وولف في الطب (مؤسسة وولف)[9]
- King Olav V's Prize for Cancer Research[10]

### الرياضيات
- جائزة آبل
- جائزة آدمز
- جائزة ألفريد ريني
- Bartolozzi Prize
- جائزة بوشر التذكارية
- Caccioppoli Prize
- جائزة كارل فريدريش جاوس
- Chauvenet Prize
- ميدالية تشيرن

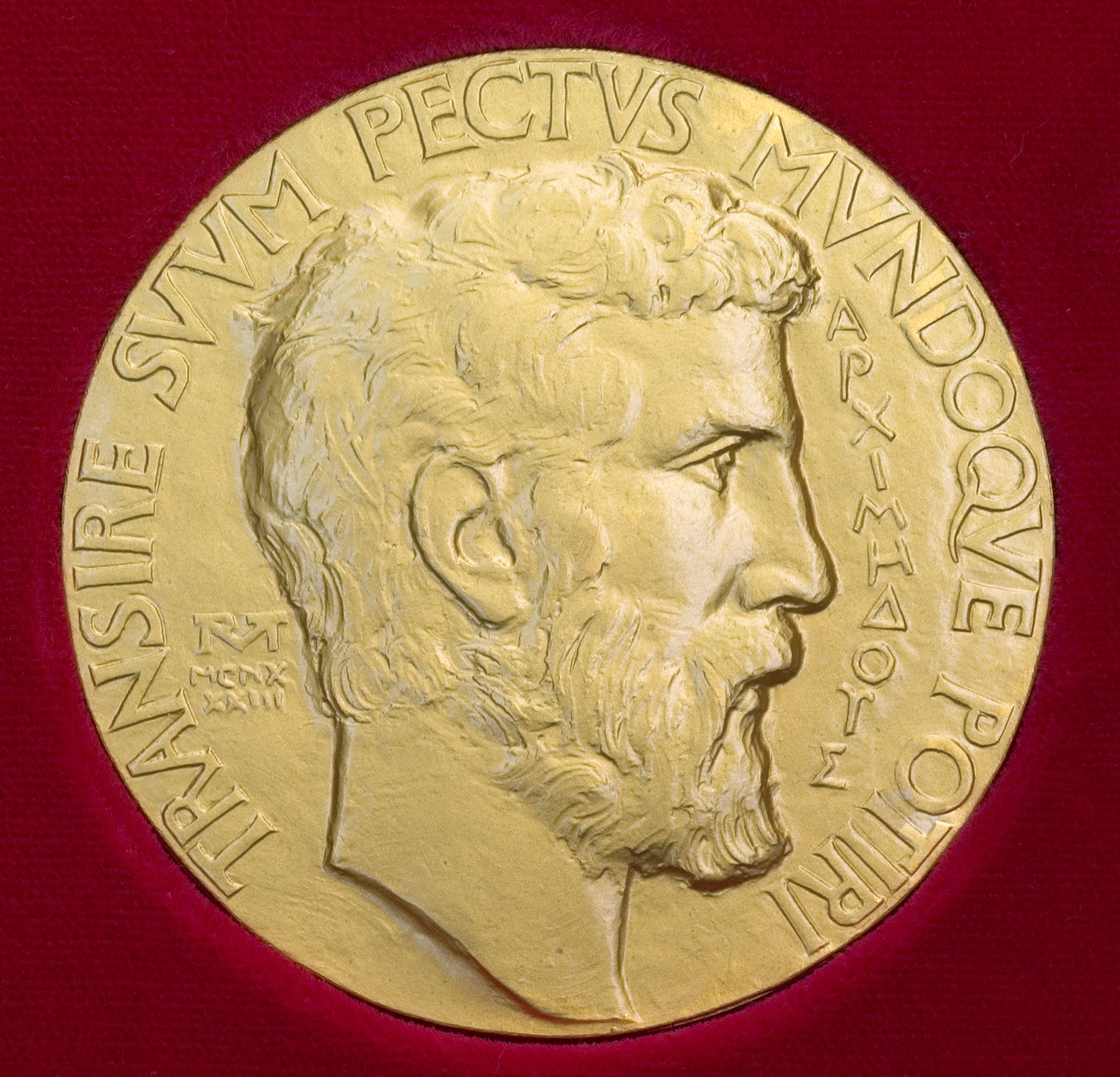
وسام فيلدز

- معهد كلاي للرياضيات's مسائل القرن الواحد والعشرين
- Clay Research Award
- Cole Prize
- ميدالية دو مورغان
- جائزة إيردوس
- ميدالية أويلر
- جائزة فيرما
- وسام فيلدز
- Frederic Esser Nemmers Prize
- جائزة فروهليخ
- جائزة فولكرسن
- Geometry prize
- Heinz Hopf Prize
- جائزة إنفوسيس – Mathematics and statistics (إنفوسيس)
- J. H. Wilkinson Prize for Numerical Software
- خطأ لوا: too many expensive function calls. – Economics
- جائزة جون فون نيومان – Economics
- جائزة جون فون نيومان – Systems science
- معهد التركيبات وتطبيقاتها
- خطأ لوا: too many expensive function calls.
- Leslie Fox Prize for Numerical Analysis
- خطأ لوا: too many expensive function calls.
- Loève Prize
- جائزة نيفانلينا
- Norbert Wiener Prize in Applied Mathematics
- جائزة أوستروفسكي
- Oswald Veblen Prize in Geometry
- خطأ لوا: too many expensive function calls.
- خطأ لوا: too many expensive function calls.
- خطأ لوا: too many expensive function calls.
- جائزة سالم
- جائزة شو
- Stampacchia Medal
- جائزة وولف في الرياضيات

### علم المحيطات
- Hidaka Prize

### الفيزياء
- جائزة كومستوك في الفيزياء – تمنح مرة كل خمس سنوات (الأكاديمية الوطنية للعلوم)
- جائزة دانيال هاينمان للفيزياء الفلكية (American Astronomical Societyالجمعية الفلكية الأمريكية والمعهد الأميريكي للفيزياء)
- جائزة داني هينمان للفيزياء الرياضية (American Physical Societyالجمعية الفيزيائية الأمريكية والمعهد الأميريكي للفيزياء)
- ميدالية ديريك – There are four prizes with similar names. The "Dirac Medal of the ICTP" is given each year by the Abdus Salam International Centre for Theoretical Physics (ICTP). The "Paul Dirac Medal and Prize" is awarded annually by the معهد الفيزياء(لندن) for "outstanding contributions to theoretical (including mathematical and computational) physics", "The Dirac Medal and Lecture (University of New South Wales)", and "Dirac Medal of the WATOC"
- Fundamental Physics Prizeجائزة الفيزياء الأساسية – وهبها يوري ميلنر عام 2012
- وسام هنري درابر – فيزياء فلكية (الأكاديمية الوطنية للعلوم)
- وسام هيوز – كهرباء ومغناطيسية (الجمعية الملكية في لندن)
- جائزة إنفوسيس – الفيزياء والكيمياء وعلوم الأرض (إنفوسيس)
- J. Tuzo Wilson Medal – فيزياء الأرض (Canadian Geophysical Union)
- ميدالية لورنتز: تمنح مرة كل أربع سنوات لأحد العلماء اعترافاً بمساهماته الهامة في الفيزياء النظرية
- ميدالية ماتيوتشي تمنح كل عام لأحد علماء الفيزياء لاسهاماته الأساسية في تقدّم العلوم
- ميدالية ماكس بلانك؛ الفيزياء النظرية تمنح للإنجازات الاستثنائية في
- جائزة نوبل في الفيزياء (الأكاديمية الملكية السويدية للعلوم)
- Otto Hahn Prize – Awarded by the الجمعية الكيميائية الألمانية، the الجمعية الفيزيائية الألمانية and the City of فرانكفورت
- جائزة ساكوراي (الجمعية الفيزيائية الأمريكية)
- جائزة وولف في الفيزياء (مؤسسة وولف)

### العلوم الاجتماعية
- جائزة هولبرج جائزة هولبيرغ الدولية التذكارية
- جائزة إنفوسيس – Economics, history, sociology, anthropology, and political science (إنفوسيس)
- جائزة جان نيكود
- جمعية الدراسات الاجتماعية للعلوم جمعية دراسات العلوم الإجتماعية
- Kluge Prize
- Stein Rokkan Prize for Comparative Social Science Research
- جائزة ستوكهولم في علم الإجرام[11]

### علوم النظم
- The Hellenic Society for Systemic Studies Award جائزة الجمعية اليونانية للدراسات النظامية
- The Hellenic Society for Systemic Studies Medal ميدالية الجمعية اليونانية للدراسات النظامية

## جوائز مصنفة حسب مستلميها
- قائمة جوائز تكريم الأمريكان من أصل أفريقي
- List of early career awards
- قائمة الجوائز والميداليات المخصصة للنساء في مجال العلوم